# Oude Minderbroedersklooster (Maastricht)
Het Oude Minderbroedersklooster, ook Eerste Franciscanenklooster genoemd, is een voormalig klooster van de franciscanen in het centrum van de Nederlandse stad Maastricht. Behalve het Eerste Minderbroedersklooster is er in Maastricht ook een Tweede Minderbroedersklooster (met bijbehorende kloosterkerk), de huidige bestuurszetel van de Universiteit van Maastricht. Het Derde Minderbroedersklooster, met een neogotische kloosterkerk, is in 1971 afgebroken.
Al sinds 1639 is het gebouwencomplex aan de Sint Pieterstraat in het Jekerkwartier geen klooster meer. Het was onder meer in gebruik als weeshuis, arsenaal, militair hospitaal en archief. De circa 700 jaar oude kloosterkerk vervult in feite langere tijd niet-religieuze, dan religieuze functies. Van het oorspronkelijke klooster resteren slechts enkele originele bouwdelen. Het belangrijkste overblijfsel is de mergelstenen kloosterkerk in Maasgotische stijl, waarvan de bouw waarschijnlijk omstreeks 1300 begon en die een eeuw later zou zijn voltooid.

## Geschiedenis

### Franciscanenklooster
De franciscanen of minderbroeders kenden een bewogen geschiedenis in Maastricht. In 1234 verleende de Luikse bisschop Johan van Rummen toestemming aan de in 1209 in Italië ontstane Orde der Franciscanen (Ordo Fratrum Minorum, O.F.M.) om een klooster te vestigen in Maastricht. Het klooster lag in het zuidelijk deel van de toenmalige stad, tegen de eerste stadsmuur aan, die enkele jaren daarvoor was gebouwd.

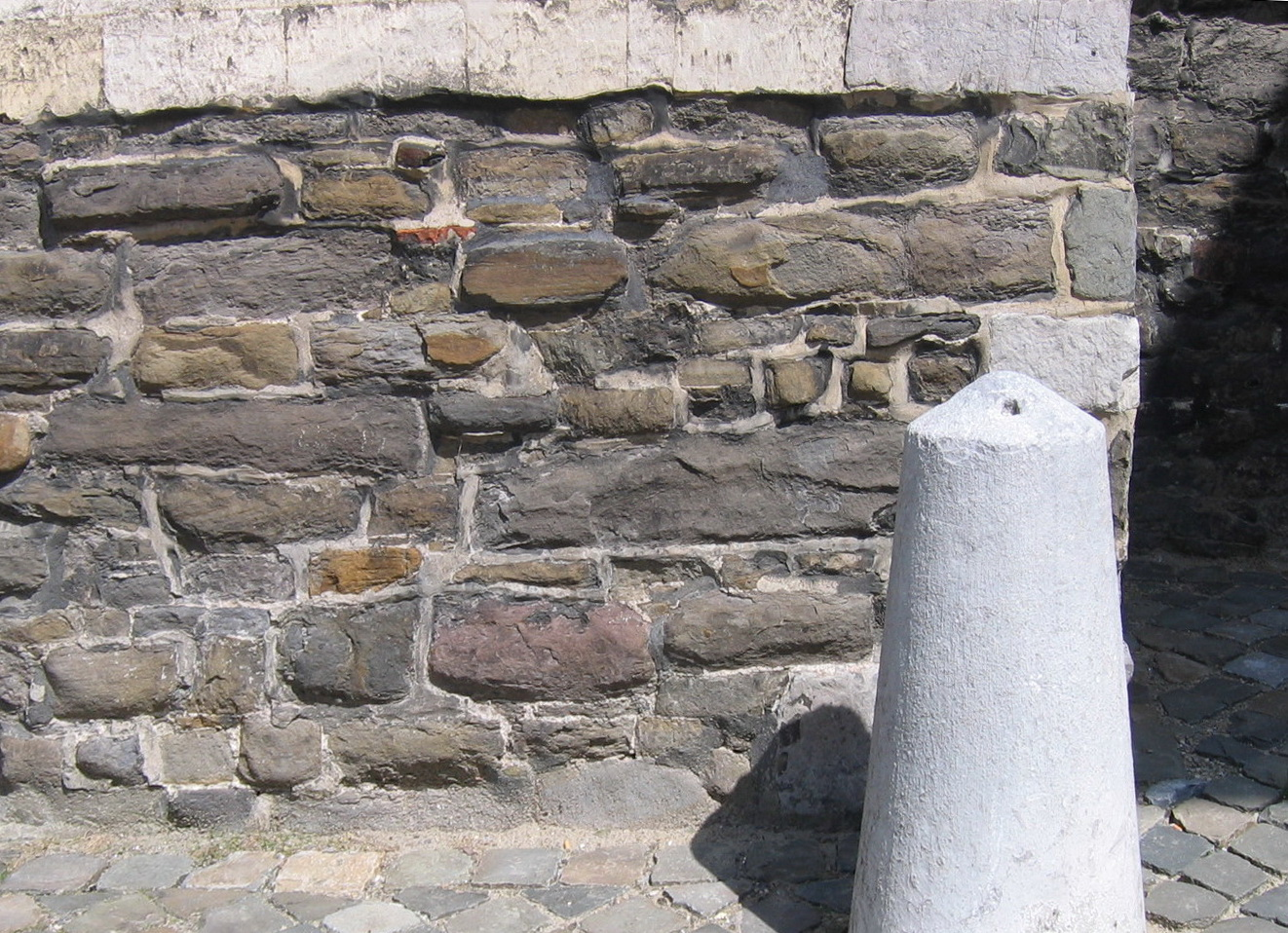
Oude Minderbroederskerk: plint van kolenzandsteen

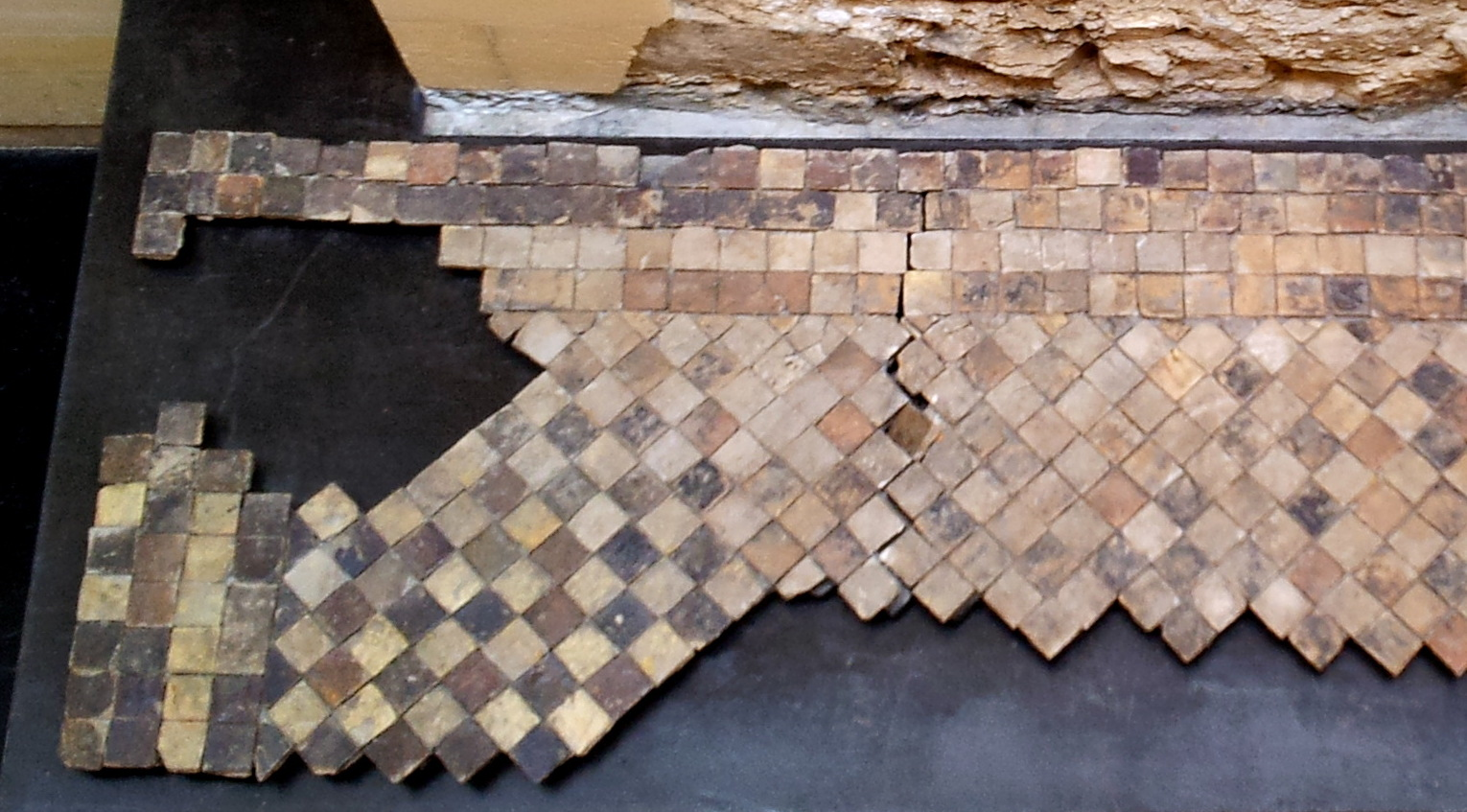
Opgegraven vloerfragment

De bouw van de kerk zou kort voor 1300 zijn begonnen, maar het gebruik van kolenzandsteen voor de plint duidt mogelijk op een hogere ouderdom. Ook bevinden zich in de kerk minstens twee grafzerken uit de dertiende eeuw, terwijl geen sporen zijn gevonden van een eerdere kerk of kapel elders op het terrein. Het koor van de kerk zou pas in de vijftiende eeuw voltooid zijn, hoewel de gewelfschilderingen in de veertiende eeuw werden gedateerd. Omstreeks 1485 moest de kerk, volgens Herbenus, wegens bouwvalligheid geschraagd en hersteld worden. Ook kwamen bij die bouwcampagne enkele kloostergebouwen tot stand. Van het klooster is slechts een deel van een vleugel bewaard gebleven. In 1506 stortte tijdens een storm de dakruiter door het dak van de kerk, waardoor grote schade werd aangericht, onder andere aan het volgens tijdgenoten prachtvolle hoofdaltaar.
Omdat het kloosterarchief tijdens de godsdiensttwisten, en later in de Franse Tijd verloren is gegaan, is er slechts weinig bekend over het middeleeuwse klooster. In 1336 ontstond er een geschil over de inkomsten tussen de minderbroeders enerzijds en het kapittel van Sint-Servaas en de pastoors van de parochiekerken van Sint-Jan en Sint-Matthijs anderzijds, dat door de Luikse bisschop Adolf van der Mark beslecht moest worden. Als bedelorde leefden de minderbroeders van giften, waarvan zij naar pauselijk bevel een kwart moesten afstaan aan de parochiegeestelijken. In 1371 laaide het conflict met de Sint-Jan opnieuw op. Waarschijnlijk hielden de minderbroeders zich in Maastricht, naast de zielzorg, ook met onderwijs bezig. In archivalia worden de scholasters Caudenborne (1297), Johannes Becker (1372), Johan Tilman van Leuven (1447) en Johan van Esch (1452) vermeld. In de vijftiende eeuw trad er verslapping op in het klooster, waarna in 1496 de kloostertucht hersteld werd vanuit het klooster in Den Bosch. Rond 1517 sloot het klooster zich aan bij de observantenbeweging binnen de franciscanenorde.
Rond 1470 schonk de edelman Nicolaus van Harlaer bij zijn intrede een Mariabeeld, dat onder de naam Sterre der Zee vereerd werd in een eigen kapel (in het verlengde van de zuidbeuk) en dat al snel een grote aantrekkingskracht had op Maria-vereerders. Aan het begin van de zeventiende eeuw beleefde die devotie een hoogtepunt in de paasmaandagprocessies, zoals beschreven door de franciscaan Hendrik de Vroom (gelatiniseerd tot Henricus Sedulius) in zijn boekje Diva Virgo Mosæ-Traiectensis ("De goddelijke Maagd van Maastricht") uit 1609.
De Reformatie en de daarop volgende godsdiensttwisten hadden voor de minderbroeders grote gevolgen. In 1578 werden ze, samen met de jezuïeten, uit de stad verdreven, met name door toedoen van de Staatse commandant Willem van Horne (1550-1580). Daarbij ging ook een groot deel van het archief verloren. Het klooster van hun ordegenoten op de Sint-Pietersberg (de naam "Slavante" ontstond later) werd zelfs compleet verwoest. Na de inname van Maastricht door Parma (1579) keerden ze naar hun klooster terug, waarschijnlijk samen met die van Slavante, dat pas decennia later herbouwd zou worden. De periode tot 1632, toen de stad werd ingenomen door Frederik-Hendrik, kenmerkte zich door relatieve voorspoed, waarbij de Sterre-der-Zee-devotie een hoge vlucht nam. In 1624 schonk het stadsbestuur een rijk versierd altaar, dat een plaats kreeg in de Sterre-der-Zeekapel, die waarschijnlijk al eerder was uitgebreid met een barokke koepel (gesloopt omstreeks 1880).
Na het zogenaamde Verraad van Maastricht in 1638, waarbij onder anderen de franciscaner pater Vink betrokken was, moesten de minderbroeders de stad opnieuw verlaten. Een aantal paters vestigde zich op 25 juli 1639 in de restanten van het klooster van Slavante, even buiten de stad. Het beeld van de Sterre der Zee bleef aanvankelijk in de stad, verborgen bij de zusters Annunciaten in Wyck, maar zou korte tijd later een lange zwerftocht beginnen. Twee kloosterlingen mochten voor de bewaking van de gebouwen achterblijven. Zij woonden in de ziekenvleugel en werden pas in 1647 definitief verdreven.
Na het Beleg van Maastricht (1673) kregen de franciscanen van de Franse bezetters toestemming om zich opnieuw in de stad te vestigen. Het oude klooster kregen de paters echter niet terug, al hebben ze twee keer nog korte tijd in een deel van het gebouw gewoond. Uiteindelijk woonden zij in enkele huizen aan de Kapoenstraat. Op de Minderbroedersberg werd vanaf 1699 een nieuw klooster gebouwd, het Tweede Minderbroedersklooster.

### Militaire bestemming

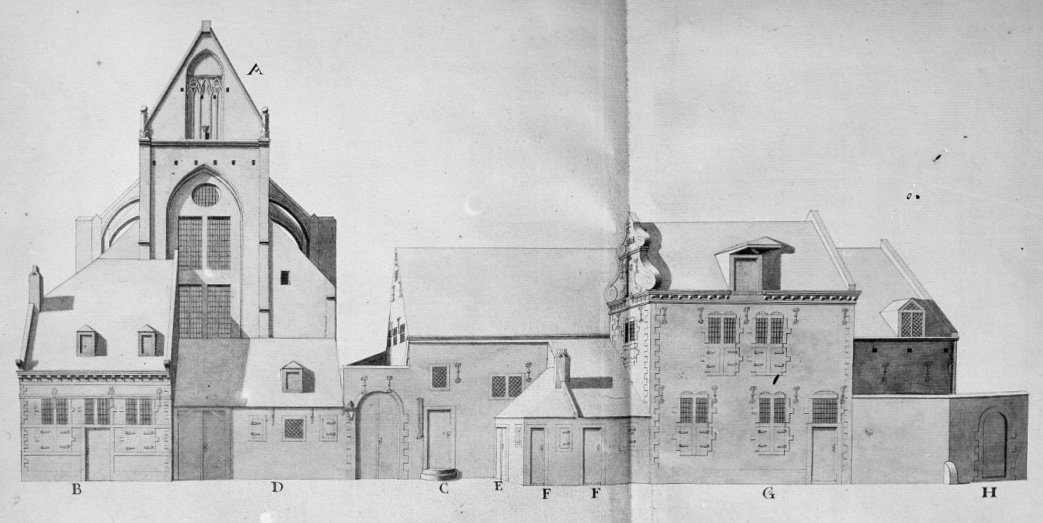
Tekening uit het album van de bombardier Egidius Pickhart (1759)

In 1640 werd in het klooster een gereformeerd weeshuis gevestigd. In 1657-58 werd de kerk verbouwd en geschikt gemaakt om als arsenaal te dienen voor het Maastrichtse garnizoen. In de later vervangen oost- en zuidvleugels werd in 1685 door gouverneur Georg Frederik van Waldeck-Eisenberg een militair hospitaal ingericht. Na het vertrek van het weeshuis naar een nieuw gebouw in de Lenculenstraat (de huidige Toneelacademie), werden de vrij gekomen gebouwen omstreeks 1695 door het garnizoen in gebruik genomen als kazerne. De combinatie van militair hospitaal, militaire opslagplaats en kazerne bleef ook in en na de Franse Tijd in Maastricht (1795-1814) voortbestaan. In de zeventiende en achttiende eeuw werd het complex aan de Sint Pieterstraat meestal aangeduid als 'Groot Arsenaal'; in de negentiende en begin twintigste eeuw gebruikte men voornamelijk de aanduiding 'Sint-Pieterskazerne'. Van het complex maakte ook de zogenaamde commandantswoning van de Sint-Pieterskazerne deel uit, die direct achter de kerk gelegen is.
In de achttiende en negentiende eeuw hebben enkele amateurkunstenaars het voormalige kloostercomplex meerdere malen getekend. Een bewaard gebleven album uit 1759 met zeer gedetailleerde tekeningen van de 'bombardier' (kanonnier) Egidius Pickhart (†1784) geeft een beeld van het strak georganiseerde arsenaal omstreeks het midden van de achttiende eeuw. De bekende lokale tekenaars Philippe van Gulpen (1792-1862) en Jan Brabant (1806-1886) legden rond het midden van de negentiende eeuw het toen sterk vervallen complex vast, waarbij men bij eerstgenoemde soms beducht moet zijn op speculatieve reconstructies van in zijn tijd niet meer bestaande situaties.
Tekeningen van Egidius Pickhart

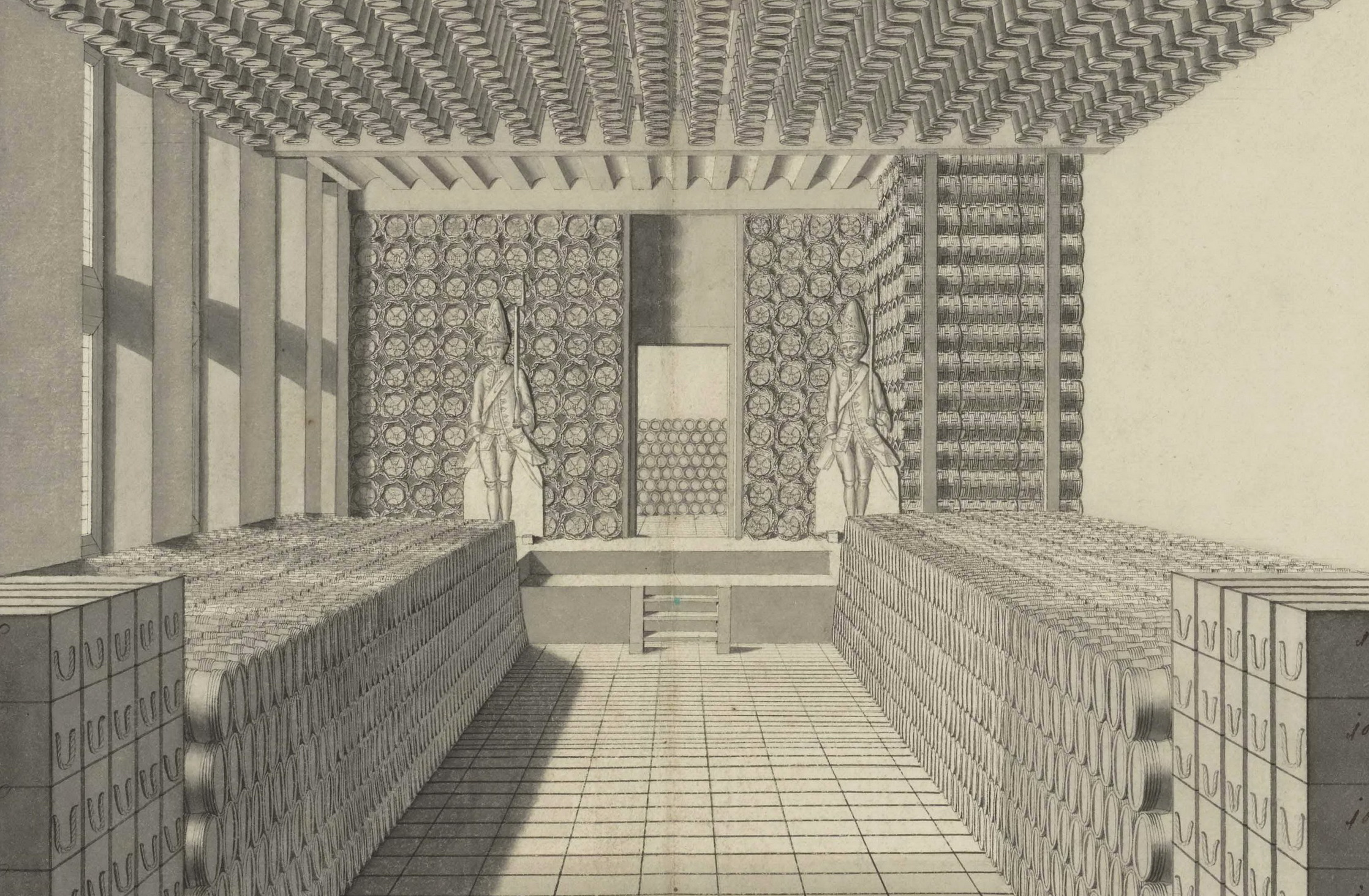
Zgn. "kapel" in westelijke kloostervleugel met o.a. kisten en tonnen munitie. De 'schildwachten' zijn in feite beschilderde panelen[noot 1]
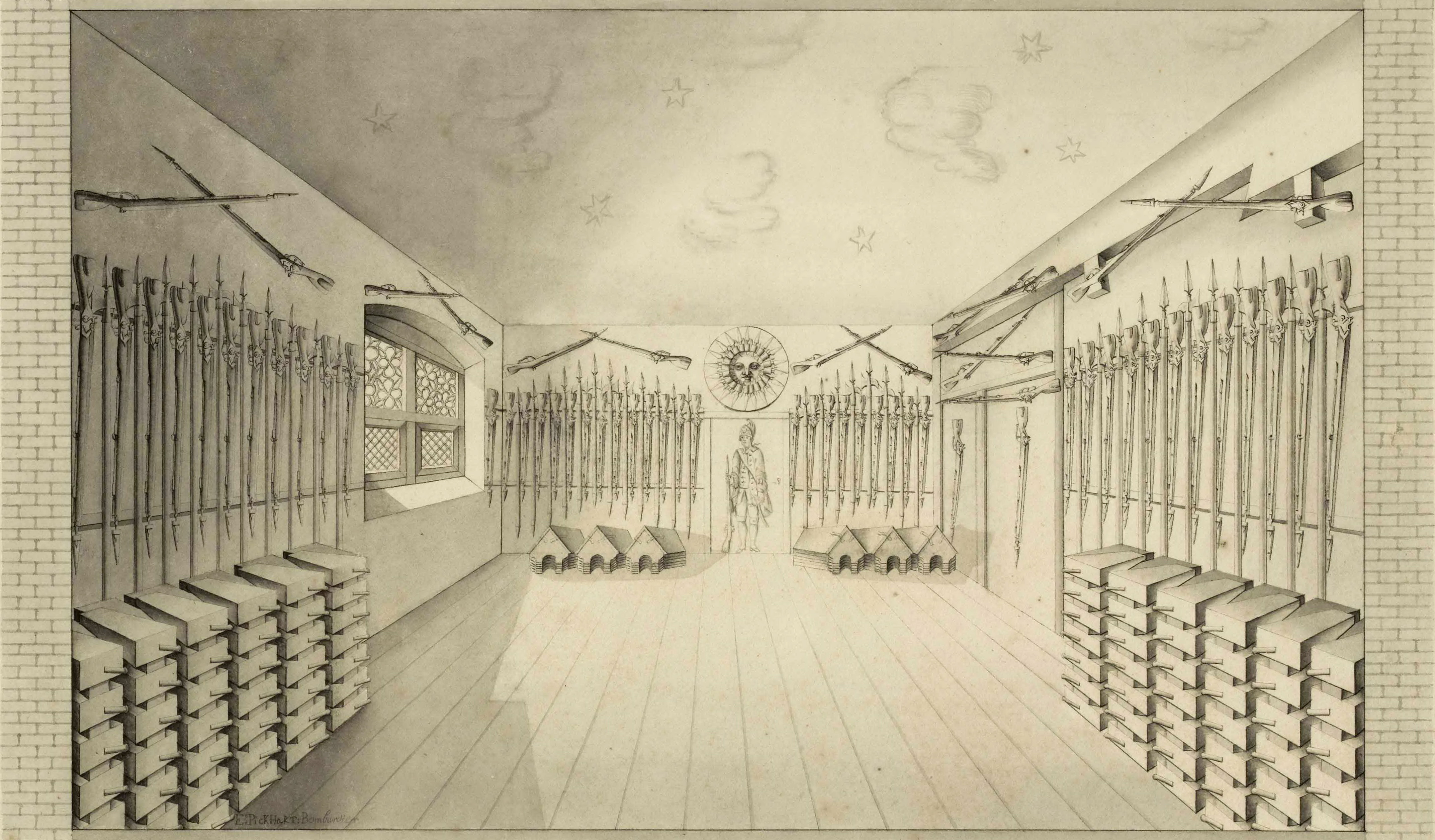
Zgn. "jagerskamer" in een kloostervleugel met o.a. opgestapelde stelhouten voor het geschut. Aan de wanden diverse soorten geweren
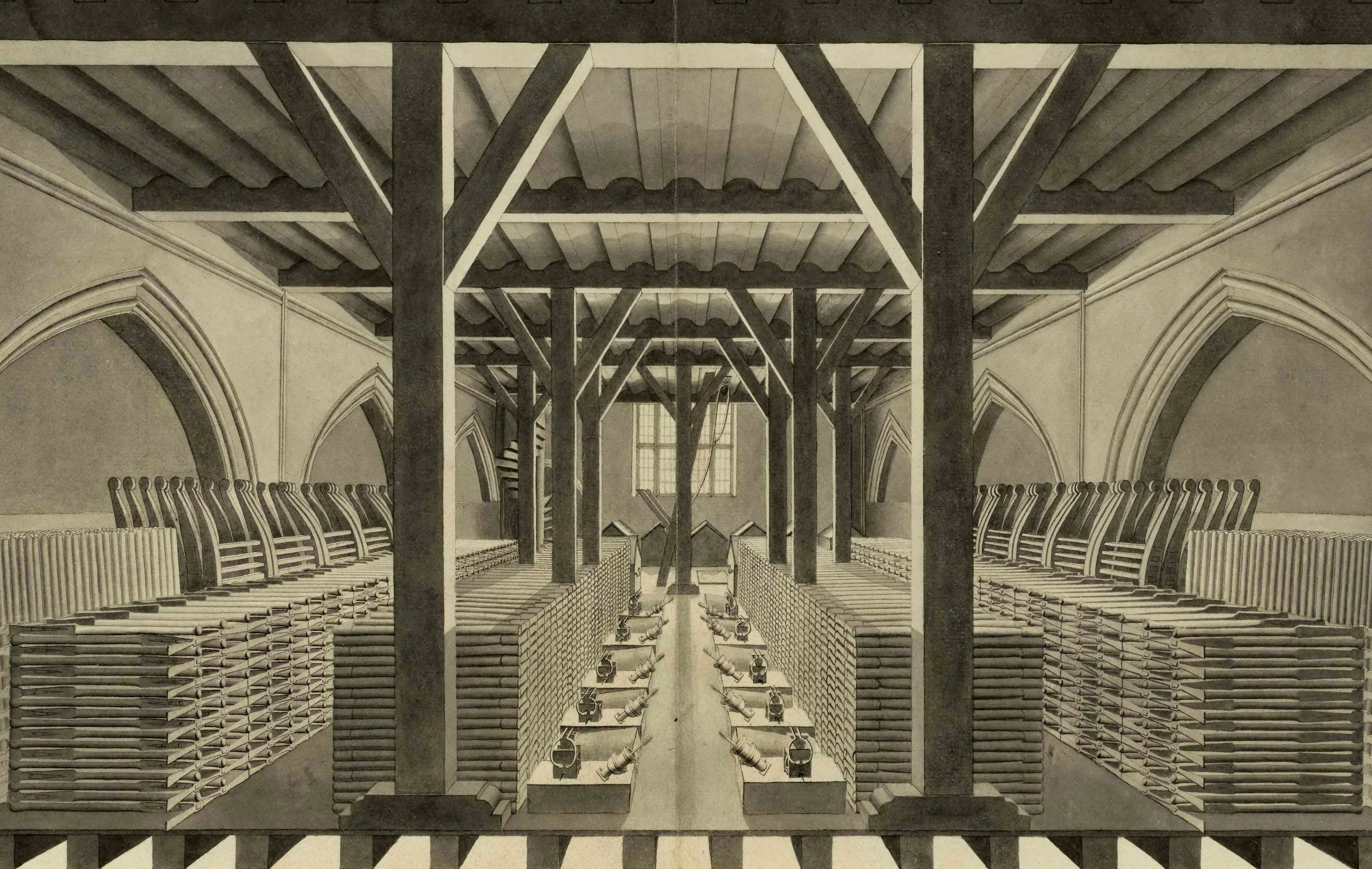
2e verdieping van het kerkschip met o.a. opgestapelde schoppen, spaden en pikhouwelen. Tegen de wanden draagbaren
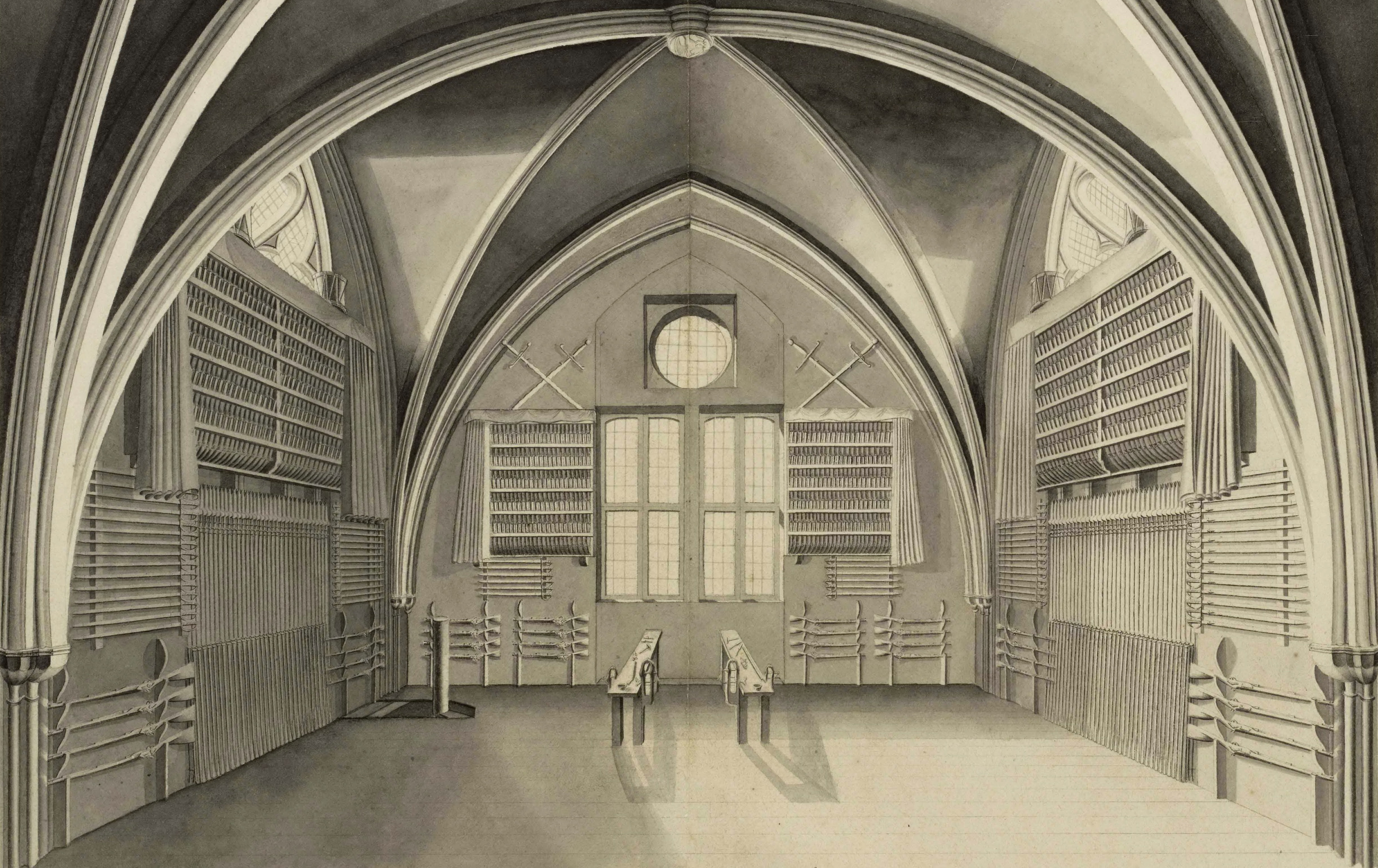
3e verdieping van het kerkschip met o.a. geweren en laadstokken. Bij het raam 2 werkbanken voor het schoonmaken van geweren

Tekeningen van Philippe van Gulpen

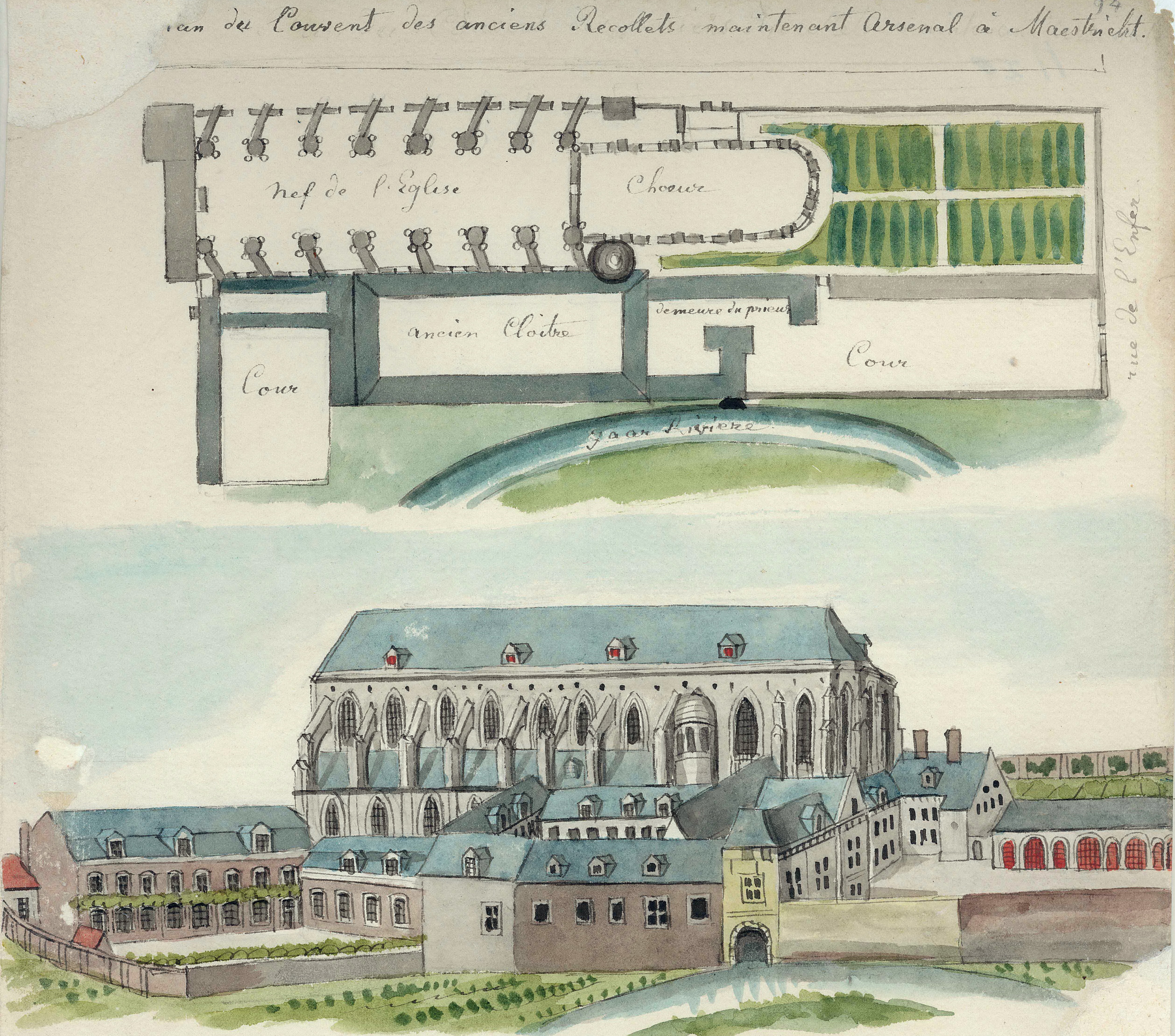
Plattegrond; vanuit het zuiden
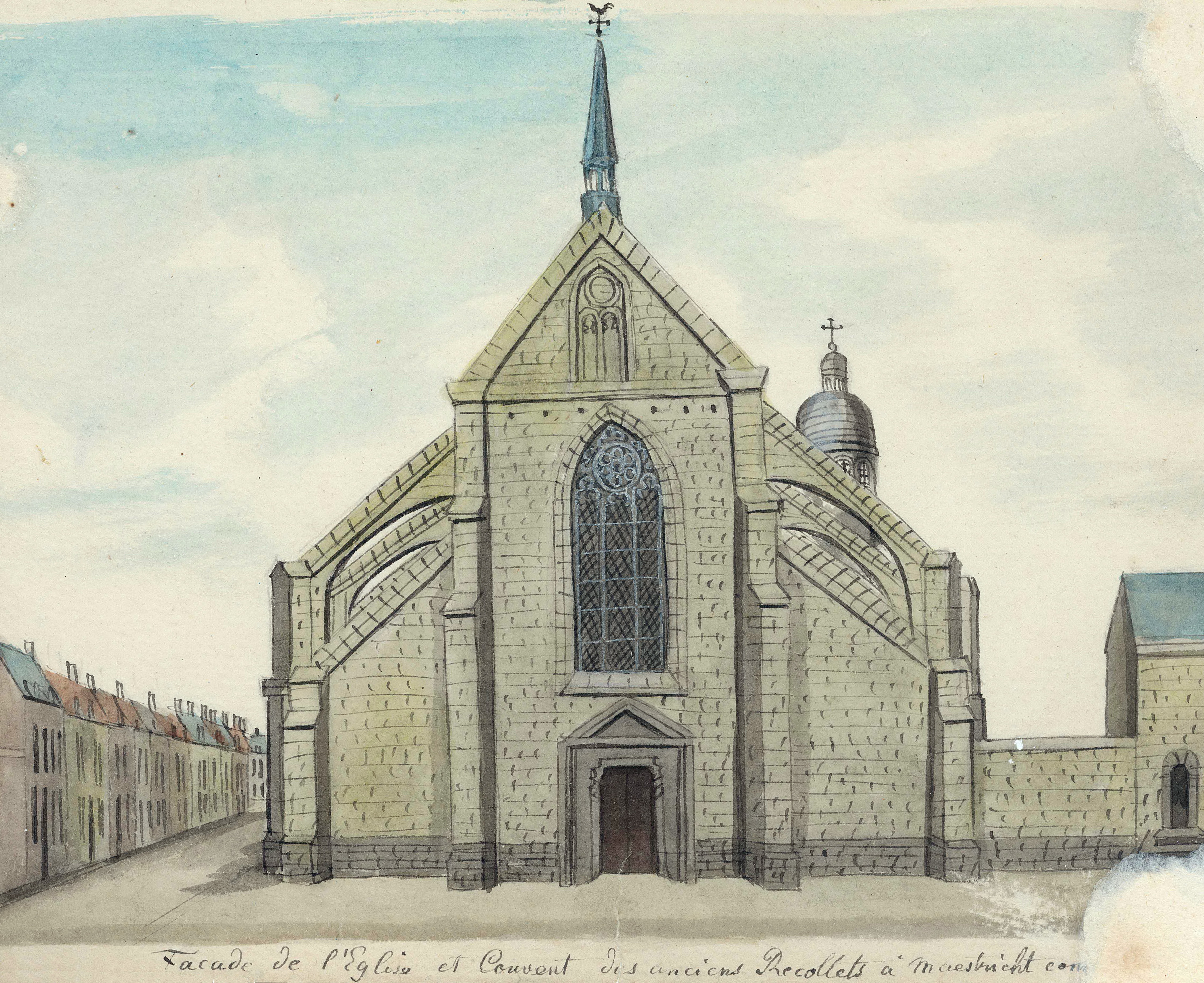
Westfaçade, reconstructie
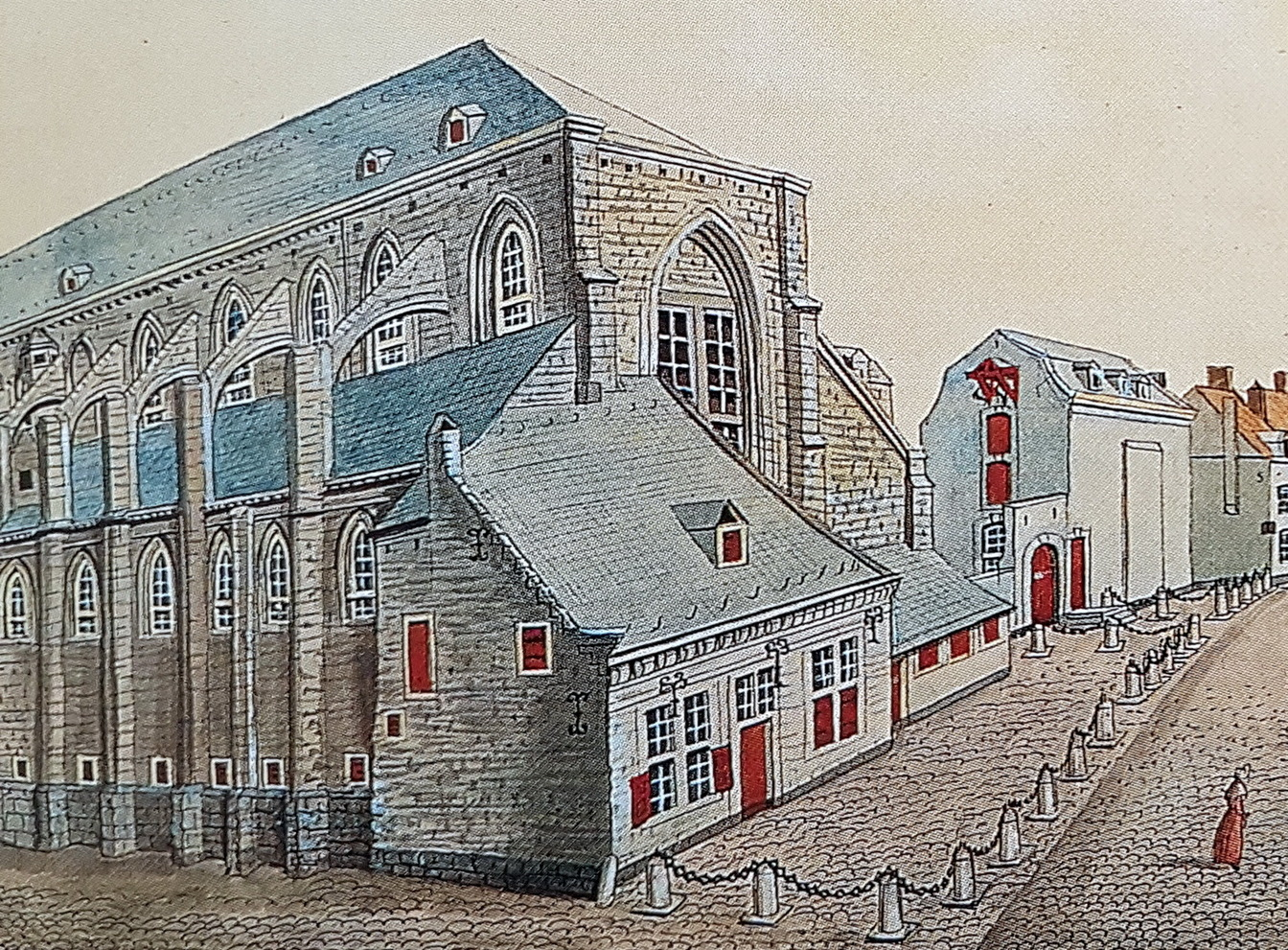
Noordwestaanzicht
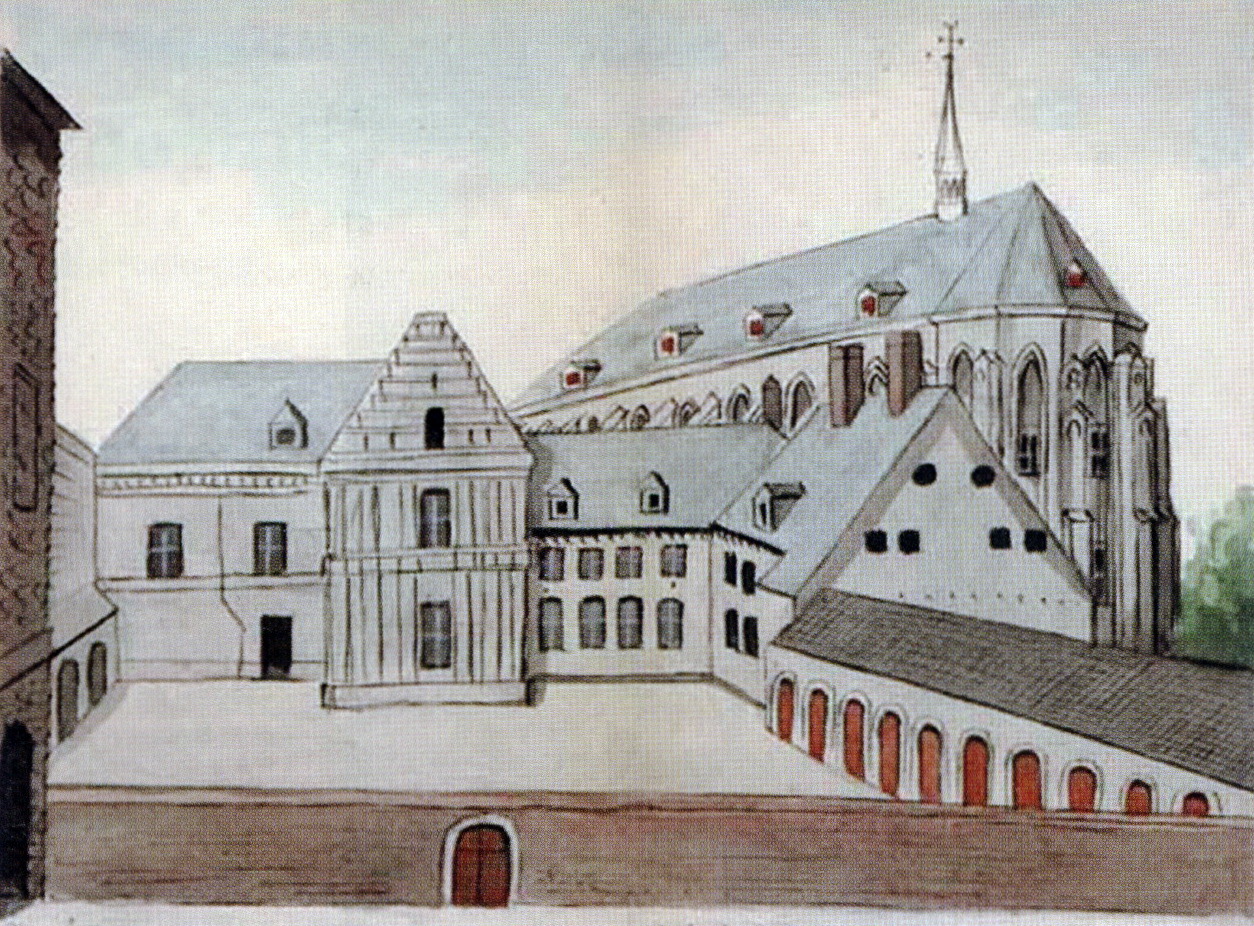
Vanuit het oosten

Tekeningen van Jan Brabant

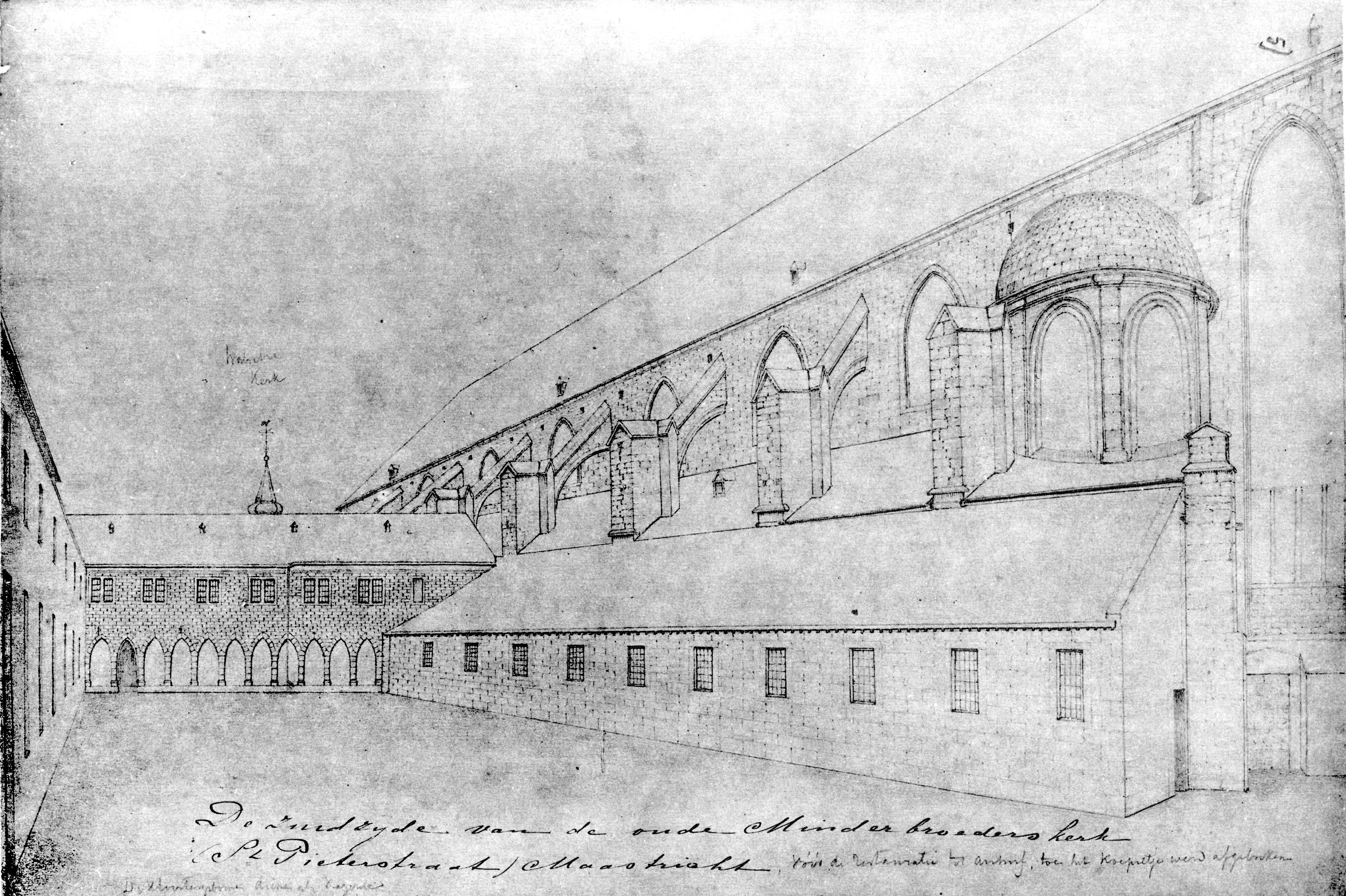
Klooster, 2e binnenhof
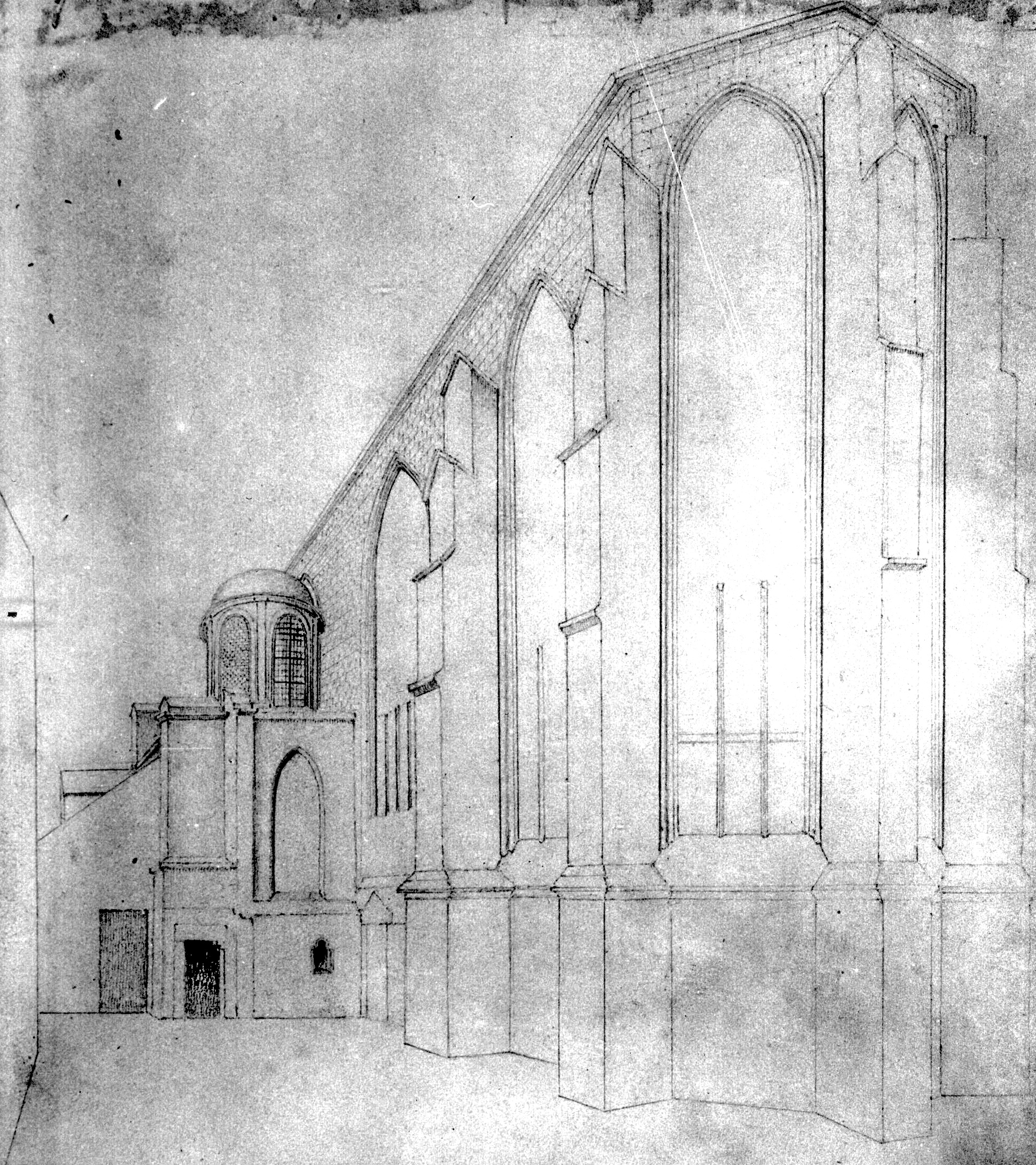
Zuidoostzijde koor en kapel
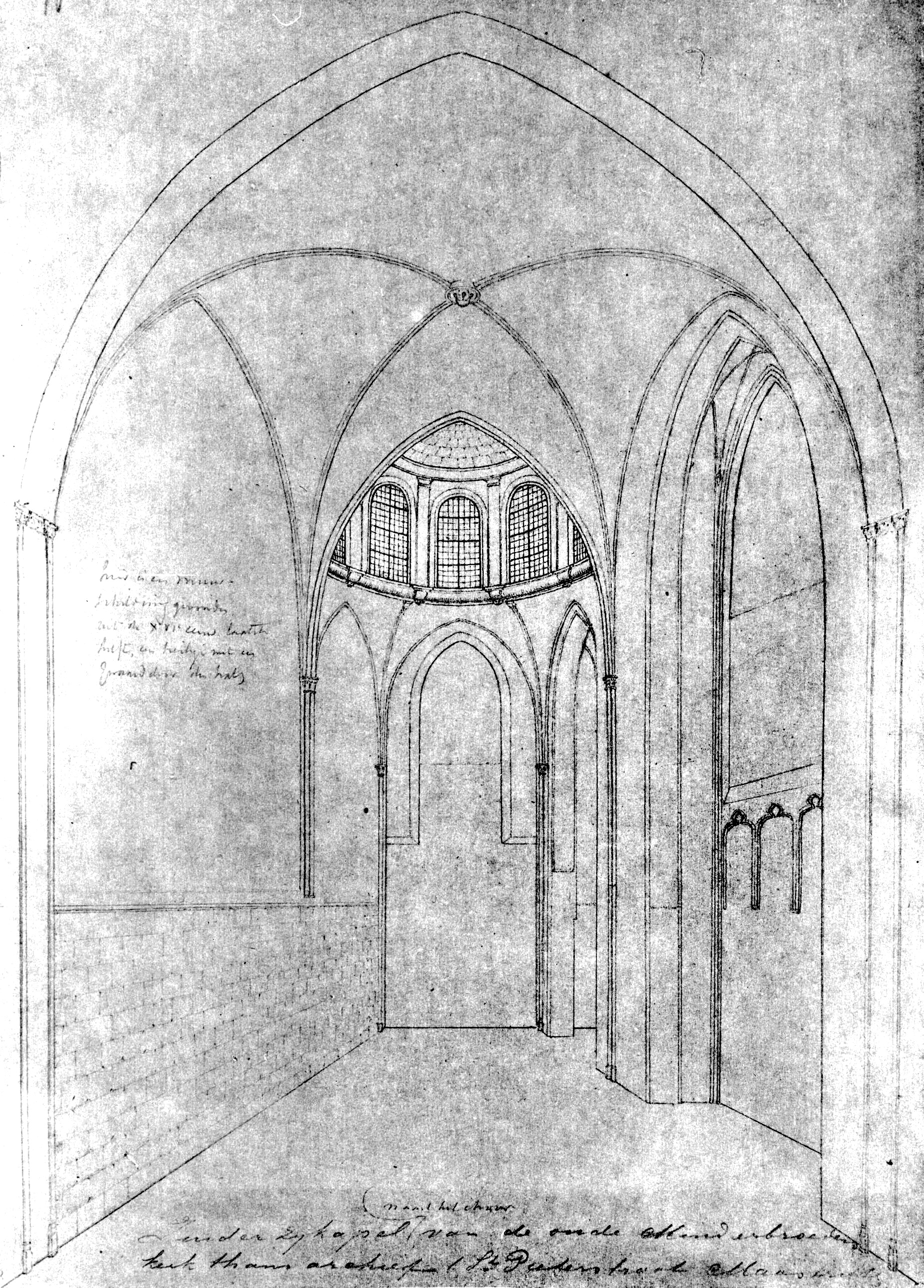
Kapelinterieur met koepel
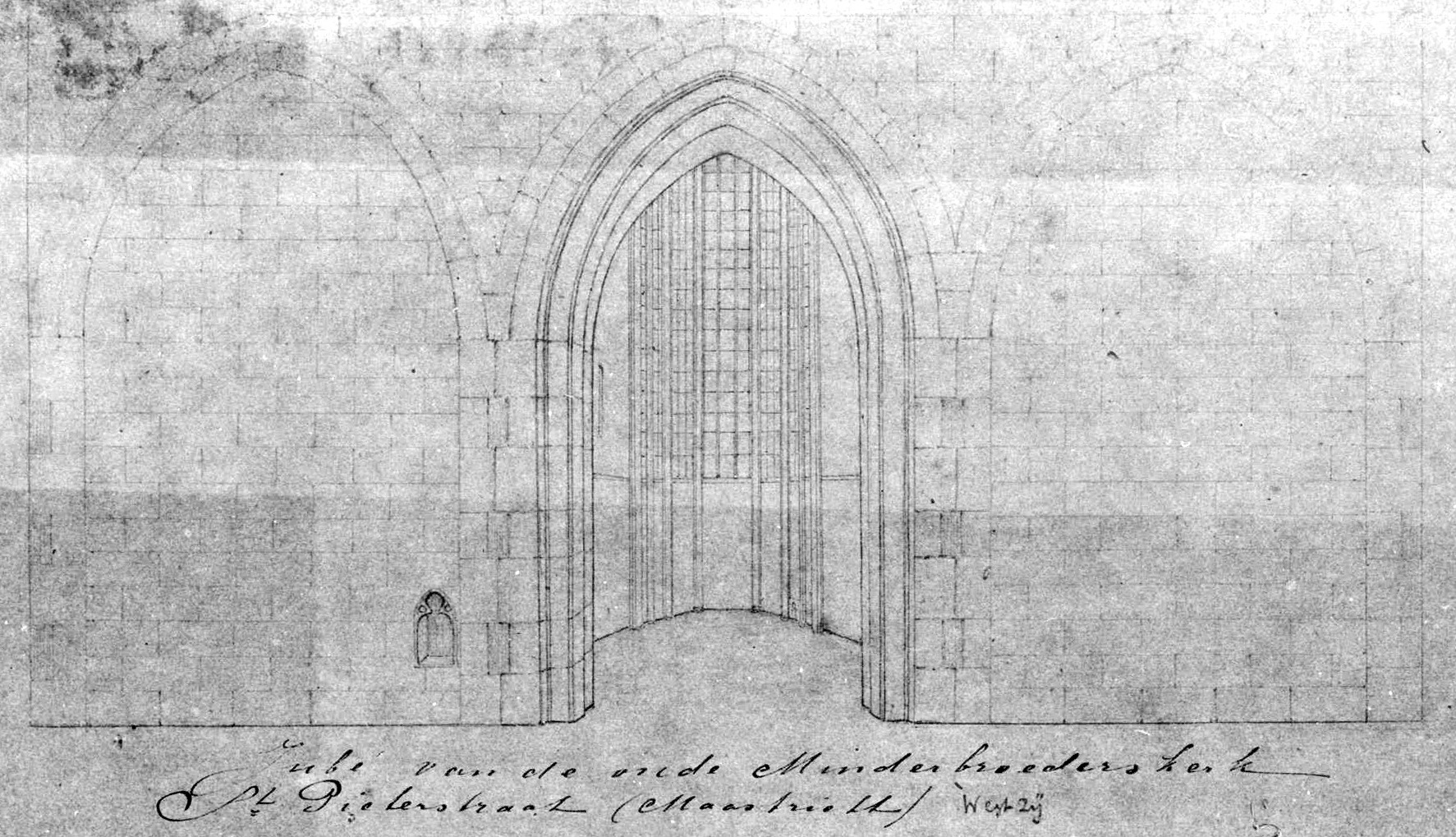
Kerkinterieur, doksaal en koor

### Restauratiegeschiedenis en gebruik gebouwen

#### Eerste restauratie

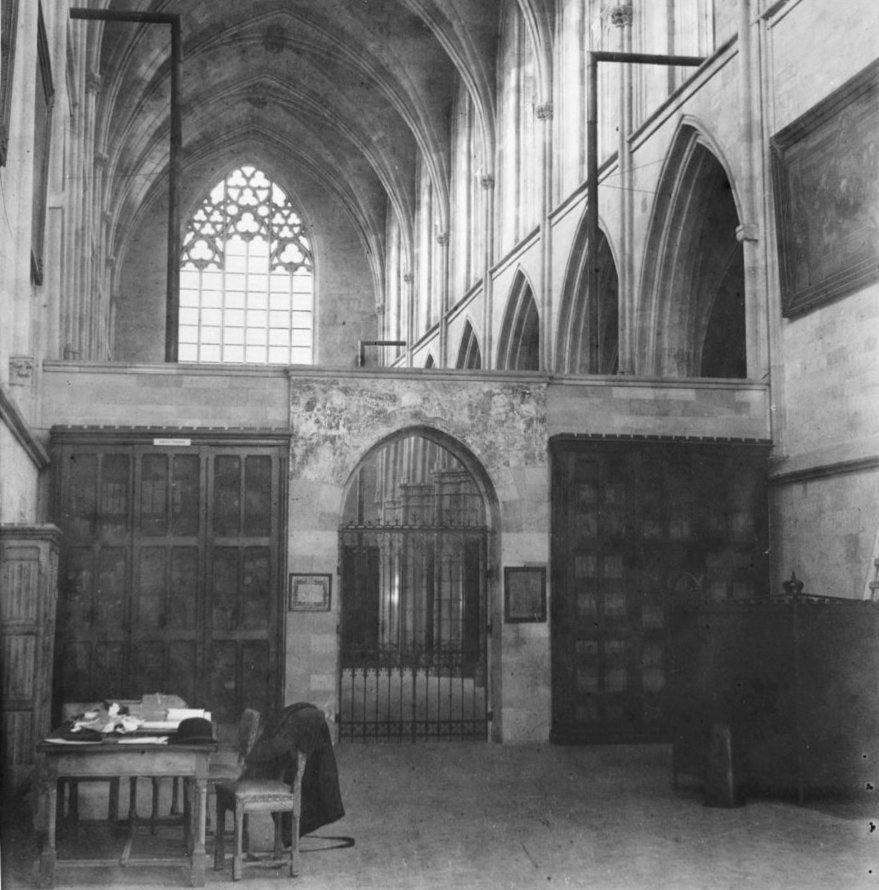
Het kerkinterieur omstreeks 1900, gedomineerd door kachelpijpen en boekenkasten uit respectievelijk 1885 en 1883

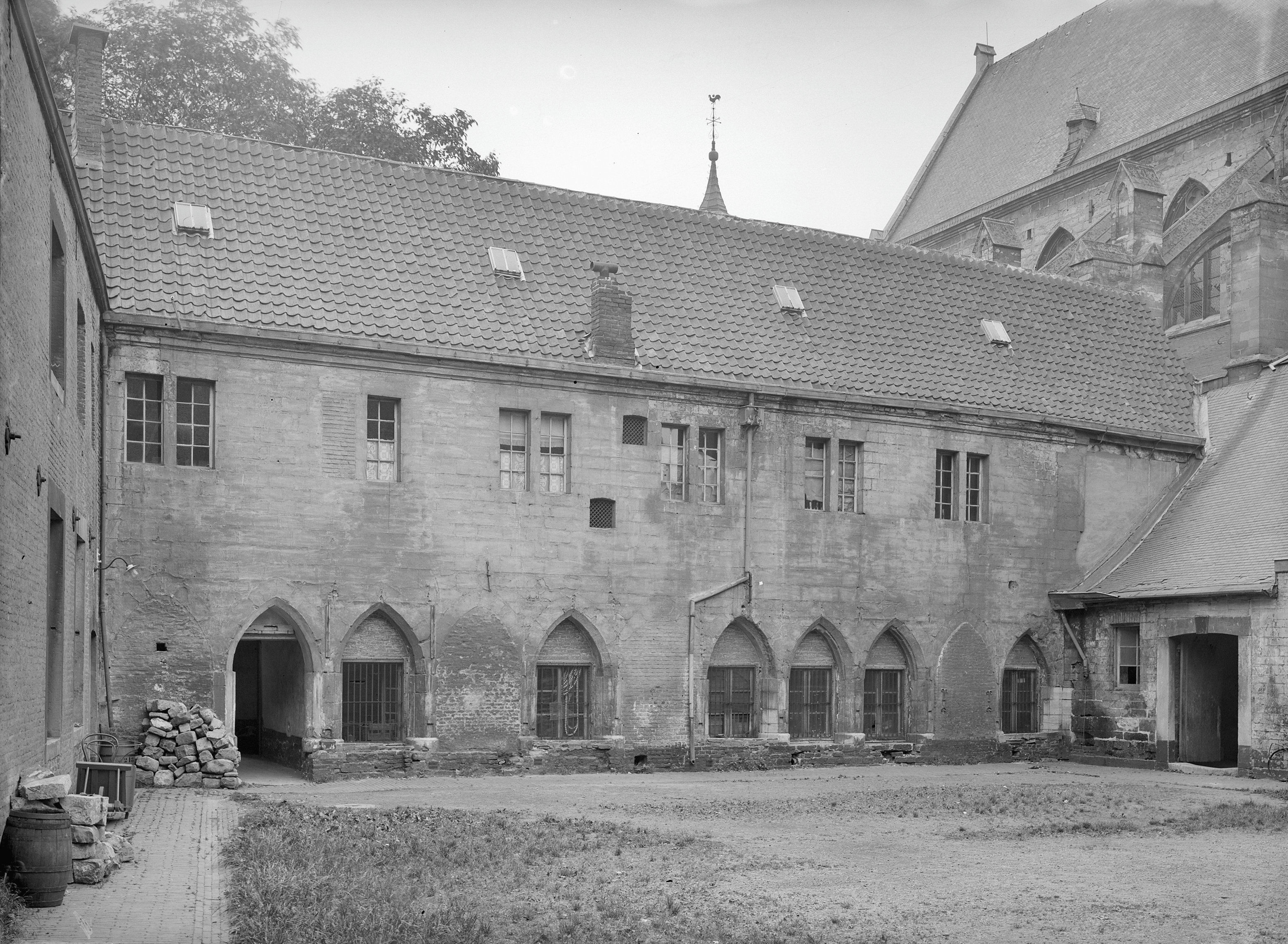
Vervallen kloostervleugel, 1928

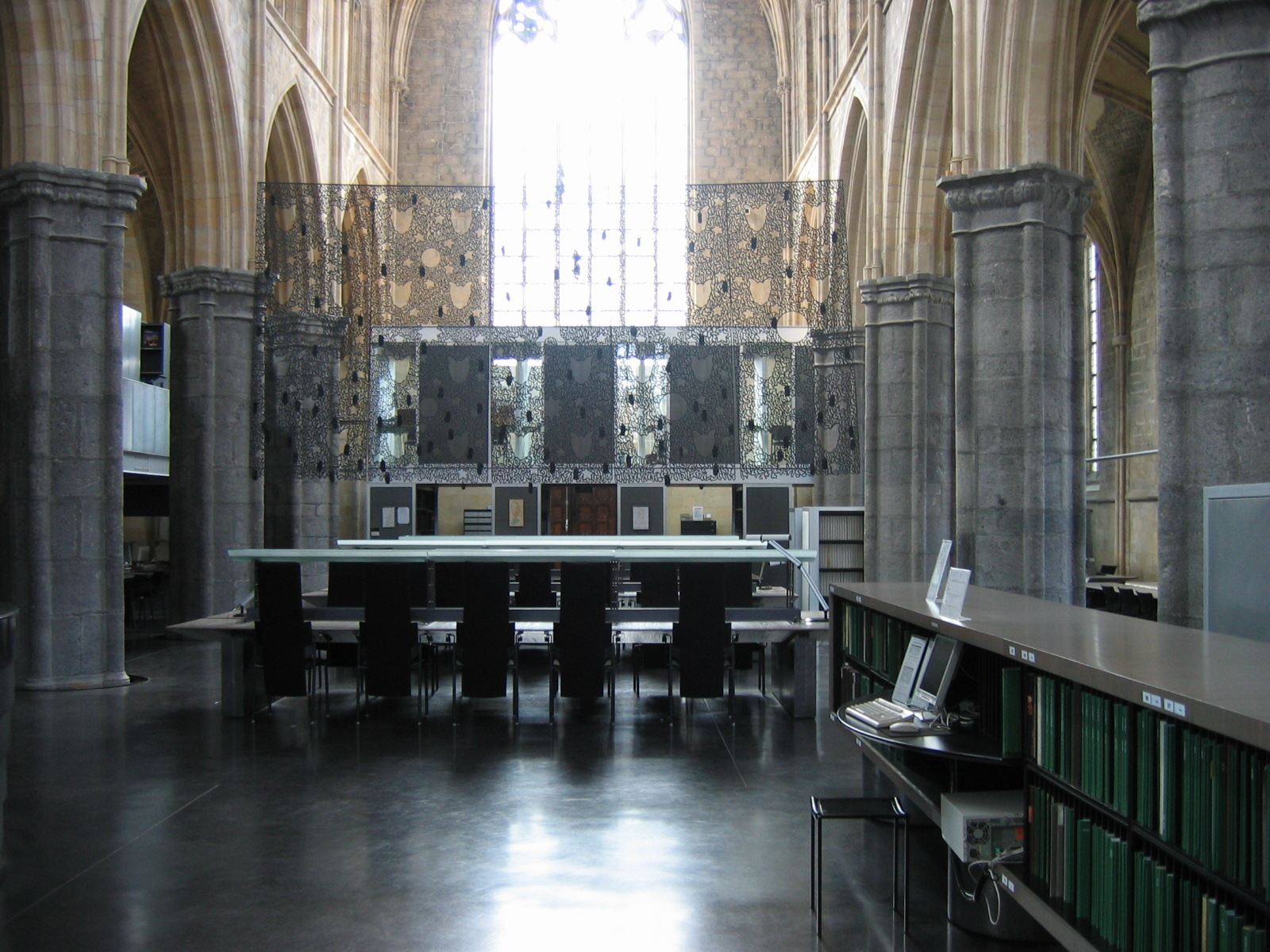
Moderne inrichting studiezaal HCL, 2007

In 1867 werd de vestingstatus van Maastricht opgeheven. Door het vertrek van het garnizoen, werd ook het arsenaal overbodig en kwam de Oude Minderbroederskerk leeg te staan. Delen van de kloostergebouwen bleven nog een halve eeuw in gebruik als kazerne, totdat in 1917 de Tapijnkazerne gereed kwam. Onder andere door toedoen van Victor de Stuers werd de kerk bestemd tot depotruimte voor het Provinciaal Archief, dat in 1866 was opgericht en dat zeer provisorisch behuisd was.
In de periode 1876-1885 werden kerk en delen van het klooster gerestaureerd en gerenoveerd naar een ontwerp van de rijksbouwmeester Jacobus van Lokhorst. In het middenschip van de kerk werden twee houten, als magazijn gebruikte verdiepingen die tot onder het gewelf reikten, weggebroken, in de zijschepen ieder een. Bij de uitvoering van de plannen werd Van Lokhorst soms stevig gehinderd door Cuypers, die eigenlijk zonder mandaat over de rijksbouwmeester heen ging. Zo zette Cuypers door dat de bepleisterde gewelven van de kerk kaal geschuurd zouden worden. Alleen daar waar op het pleisterwerk nog sporen van beschildering zichtbaar waren, maakte men op aandringen van Victor de Stuers een uitzondering. De muren, die tijdens het militair gebruik van onder tot boven zwart geteerd waren, werden eveneens tot op de lichte mergel afgeschuurd. De zwart teerlaag op de hardstenen zuilen moest worden afgekapt, hetgeen hun huidige pokdalige karakter verklaart: de hardsteen zit vol putjes.
De gebouwen werden ingericht als Rijksarchief in Limburg en Stadsarchief en -Bibliotheek Maastricht, die respectievelijk in 1881 en 1883 hun ruimten konden betrekken. Korte tijd was volgens de bouwtekeningen van Van Lokhorst een deel van het middenschip ook gepland als locatie voor de kleine, stedelijke verzameling van oudheden. De achttiende-eeuwse schilderijen (zie hieronder), enkele jaren eerder verwijderd uit het Stadhuis, zijn daar een herinnering aan.

#### Tweede restauratie
In 1915 verhuisden de Stadsbibliotheek Maastricht en het Gemeentearchief Maastricht – inmiddels gescheiden diensten – naar het Generaalshuis aan het Vrijthof, en bleef het Rijksarchief alleen achter aan de Sint Pieterstraat. Van 1939 tot 1942 vond in oorlogstijd onder de historicus/rijksarchivaris dr. Gerard Panhuijsen een tweede grootscheepse restauratie plaats, waarbij het sterk vervallen klooster deels werd gesloopt. Architect was Henri de Lussanet de Sablonière. De westelijke vleugel aan de Sint Pieterstraat werd met de uit de achttiende eeuw daterende gebouwen aan de eerste 'kloosterhof' gerestaureerd. Aan de tweede kloosterhof werd de westelijke kruisgang met op de begane grond een reeks vijftiende-eeuwse spitsboogvensters uitgebreid met een bakstenen aanbouw en voorzien van een nieuw dak. De zuidelijke gevel met achthoekige archivariskamer aan de Begijnenstraat dateert eveneens van deze restauratie.

#### Derde restauratie
Van 1986 tot 1996 is het complex in opdracht van de Rijksgebouwendienst naar een ontwerp van architect M. van Roosmalen opnieuw ingrijpend gerestaureerd, waarbij onder meer een drie lagen diep ondergronds archiefdepot werd gerealiseerd. Daar de op zeer korte afstand lopende Jeker voor een onberekenbare waterstand zorgde, is het gehele depot waterdicht en drukbestendig als één enorme bak 'zwevend' verankerd op de diepe ondergrond. De carrévorm van de tweede kloosterhof is deels hersteld door een glazen, oostelijke 'kloostergang' (de 'publieksstraat') en een haaks daarop gebouwde, eveneens glazen zuidelijke gang, die de kantine herbergt en toegang geeft tot de nieuwbouw aan de westzijde: een hoog en modern vormgegeven dienstgebouw voor onder meer de technische afdelingen. Daarmee wordt deze tweede kloosterhof bijna geheel afgesloten. Een binnentuin versterkt de indruk van een pandhof met rond lopende kruisgang.
Het uitgraven van de depots - drie lagen onder de tweede hof en de nieuwe westelijke vleugel, gekoppeld aan één laag onder de eerste kloosterhof en de tussenliggende vleugel - ging vergezeld van uitgebreid archeologisch onderzoek. Daarbij werden delen van het dertiende- en veertiende-eeuwse klooster teruggevonden, waaronder gebruiksvoorwerpen en een tegeltjesvloer. Deze en andere archeologische vondsten zijn consciëntieus in de nieuwbouw opgenomen en tentoongesteld. Ook werd een deel van de eerste middeleeuwse stadsmuur uit omstreeks 1230 opgegraven. Deze bleek vanaf het Lang Grachtje in oostelijke richting dwars door het complex te lopen. Om de herinnering aan deze bijna achthonderd jaar oude stadsmuur levend te houden, is in de bestaande, westelijke gevel aan de Sint Pieterstraat opzettelijk een symbolische 'scheur' aangebracht, die stedelingen en toeristen blijft intrigeren. In de achterliggende eerste 'kloosterhof' is een deel van de muur zichtbaar gemaakt. De muur was echter niet de enige reden voor deze ingreep. De architect wilde tevens de nogal gesloten en afwerende uitstraling van de gevel aan de Sint Pieterstraat doorbreken en het openbare en dienstbare karakter van het Rijksarchief zichtbaarder maken. Het letterlijke inkijkje in het restauratieatelier, waar middeleeuwse oorkonden, handgeschreven folianten en negentiende-eeuwse prenten worden geconserveerd, was daarvoor een uitgezochte gelegenheid.
De kerk zelf, waarvan het schip als depotruimte in gebruik was, fungeert sinds 1996 als studiezaal van het Historisch Centrum Limburg (HCL). Op een ingestoken entresol zijn studiecellen en de handbibliotheek aangebracht. Het bewaard gebleven middeleeuwse doksaal geeft toegang tot het koor van de kerk, voorheen kantoorruimte en studiezaal, nu expositieruimte. Op een diepzwart glazen plateau liggen hier een zestal grafzerken uit de 12e tot 16e eeuw. Geheel nieuw is de daaronder uitgegraven 'crypte', die als auditorium gebruikt wordt voor lezingen, symposia en presentaties. Tussen de gerestaureerde Mariakapel, in het verlengde van de zuidelijke zijbeuk naast het koor van de kerk, en de vrijstaande Commandantswoning is een glazen verbindingsgang aangebracht. Daar komen drie functies samen: publieksruimte, kantoorruimten en een trap naar het eerste niveau van het depot aan de zogenaamde dienststraat, die vanaf de publieksstraat in een vide te zien is. In de Commandantswoning is het Sociaal Historisch Centrum voor Limburg gevestigd, dat eveneens gebruik maakt van studiezaal, depots en bibliotheek.
Tijdens de tien jaar durende restauratie bleef het Rijksarchief open, maar dat vroeg veel inschikken van personeel en bezoekers. In de Mariakapel stonden de bureaus tegen de muren opgestapeld op verhoogde stellages. De 'studiezaal' en het restauratieatelier op het koor van de kerk waren nauwelijks te verwarmen. Door de hoge, niet geïsoleerde glas-in-loodramen van de apsis had kouval vrij spel. Ook moesten bezoekers en personeel door een groot metalen net worden beschermd tegen uit het gewelf vallend gesteente. Tegen de binnen geraakte duiven was weinig te beginnen, evenmin als tegen verdere beschadiging en slijtage van de grafzerken onder tafels, stoelen en apparatuur. Later werd de studiezaal verplaatst naar wat sinds 1940 de kantine was, een zaaltje in de vleugel met de middeleeuwse spitsboogvensters (nu entree en garderobe). De officiële heropening van het Rijksarchief in Limburg door de Prins van Oranje luidde op 9 november 1996 dan ook voor allen een nieuwe periode van licht, lucht, ruimte en comfort in. Bij die gelegenheid verschenen ook twee bundels, waarvan de ene aspecten van de bouwgeschiedenis en de opeenvolgende restauraties behandelde, en de andere bijzondere stukken en voorwerpen uit de collecties van het RAL beschreef. (zie: Bronnen)

## Beschrijving

### Kloosterkerk, exterieur
De Oude Minderbroederskerk heeft het typische uiterlijk van een middeleeuwse franciscanerkerk: ruim en sober, een 'preekschuur' zonder toren. De kerk lijkt sterk op de Dominicanenkerk in Maastricht, eveneens een kloosterkerk van een bedelorde. De kerk is opgetrokken uit Limburgse mergel op een plint van kolenzandsteen. Het kerkgebouw is georiënteerd met een afwijking van 8° in zuidelijke richting. Het bestaat uit een driebeukig schip van zes traveeën en een koor van vier traveeën met een vijfkantige koorsluiting. In het verlengde van de noordbeuk ligt de voormalige sacristie; in het verlengde van de zuidbeuk ligt een kapel, die voorheen was gewijd aan Onze Lieve Vrouw, Sterre der Zee. Door de aanbouwsels lijken de zijbeuken van buitenaf een lengte van acht traveeën te hebben; in werkelijkheid zijn dat er zes. Voor de globale afmetingen, zie de hieronder genoemde binnenmaten.
De voormalige hoofdingang bevindt zich in de westgevel aan de Sint Pieterstraat. De gevel wordt gedomineerd door een groot spitsboogvenster. Daarboven bevindt zich een grotendeels blinde spitsboognis. De noord- en zuidgevels zijn moeilijk te overzien vanwege respectievelijk de smalle straat Achter de Minderbroeders en de aanbouwsels aan de zuidzijde. Opvallend zijn de steunberen en luchtbogen, die het gewelf ondersteunen. De steunberen hebben pinakels, die eenvoudig van vorm zijn. De luchtbogen zijn gedekt met ezelsruggen. Tussen de luchtbogen bevindt zich telkens een spitsboogvenster in de zijbeuk en daarboven een venster in de lichtbeuk. De vensters hebben vrij eenvoudig maaswerk, dat in de negentiende eeuw vernieuwd is. Het koor bezit rondom negen hoge vensters en – vanwege de ertegenaan gebouwde sacristie en kapel – vier lagere vensters.

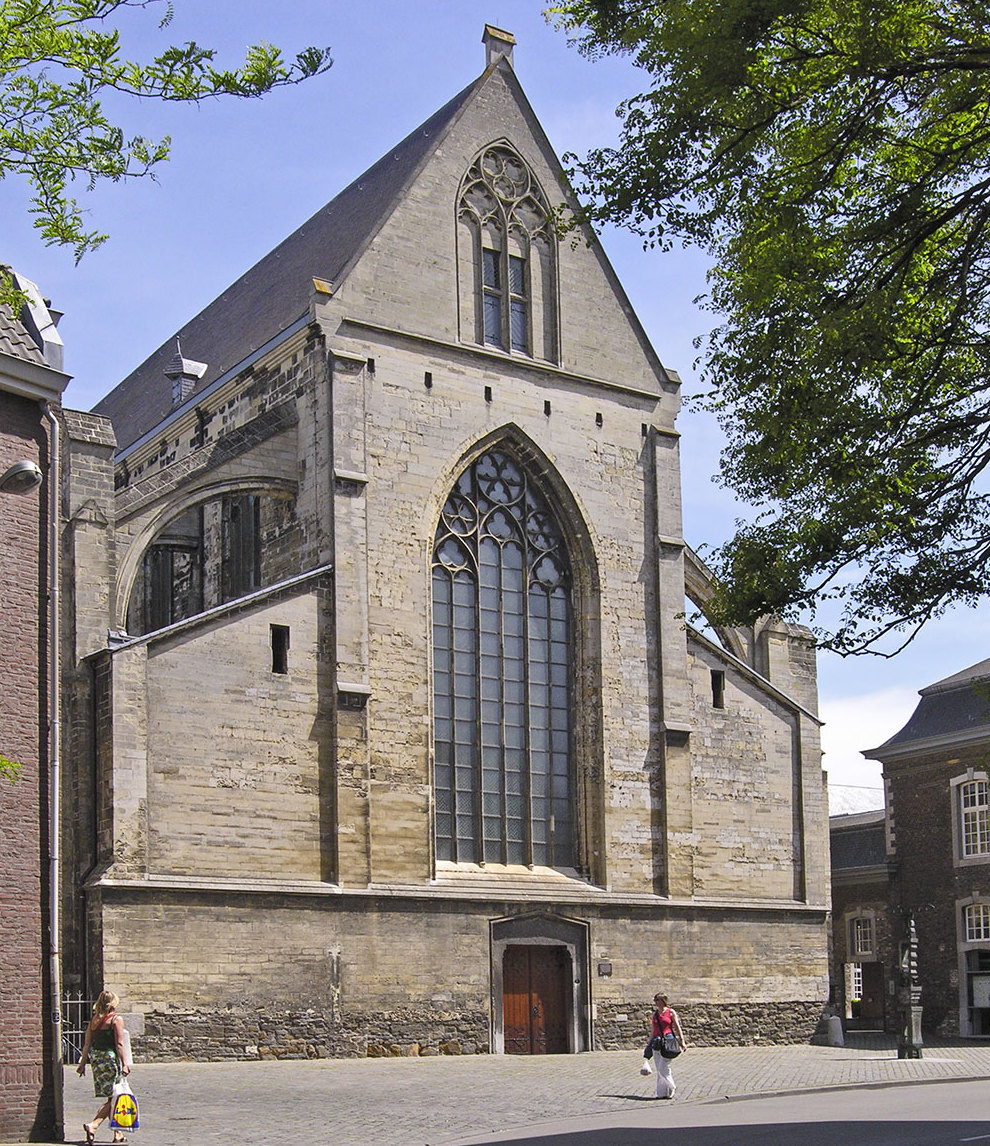
Westgevel aan de Sint Pieterstraat
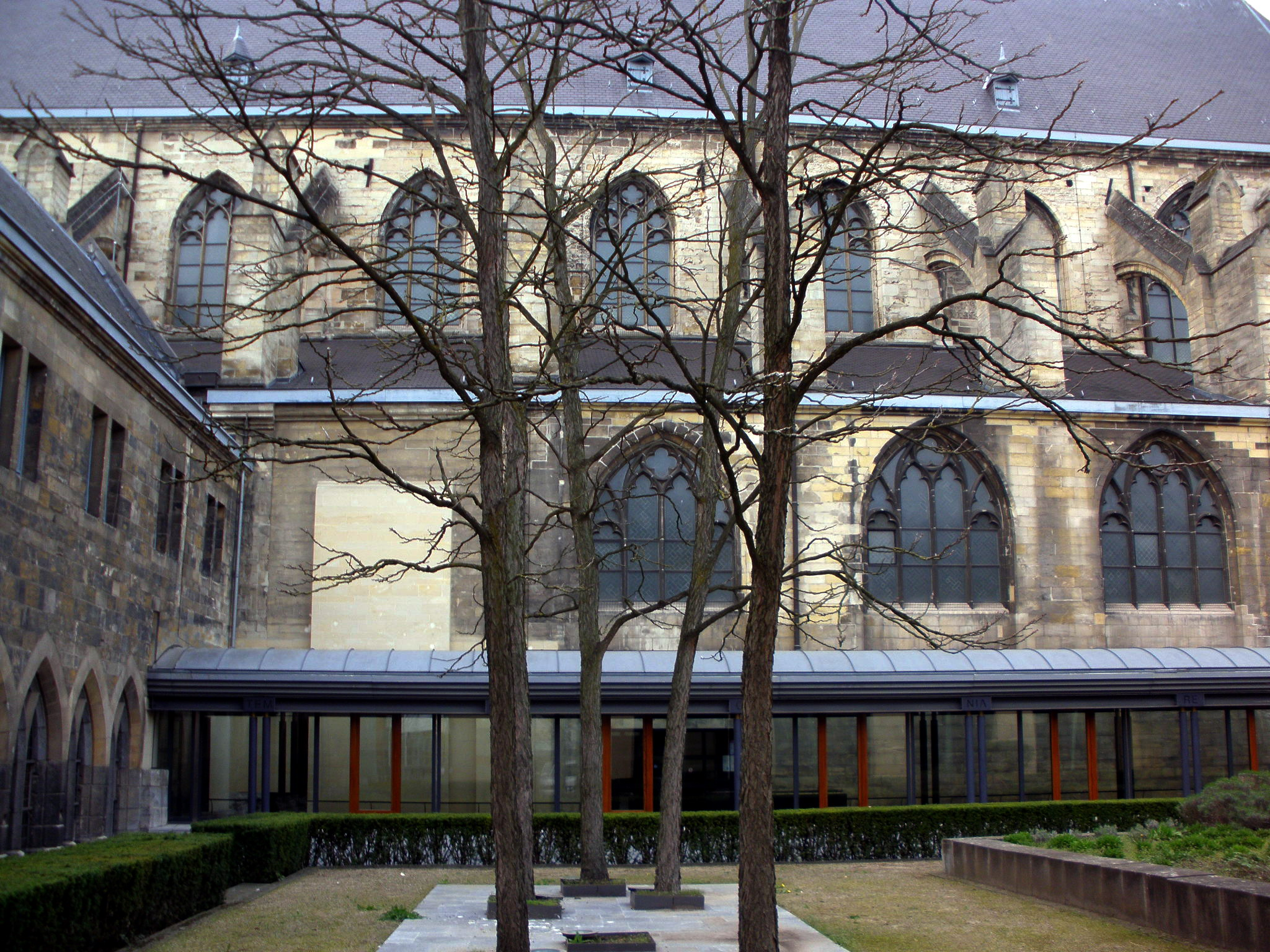
Zuidgevel vanaf de tweede binnenhof
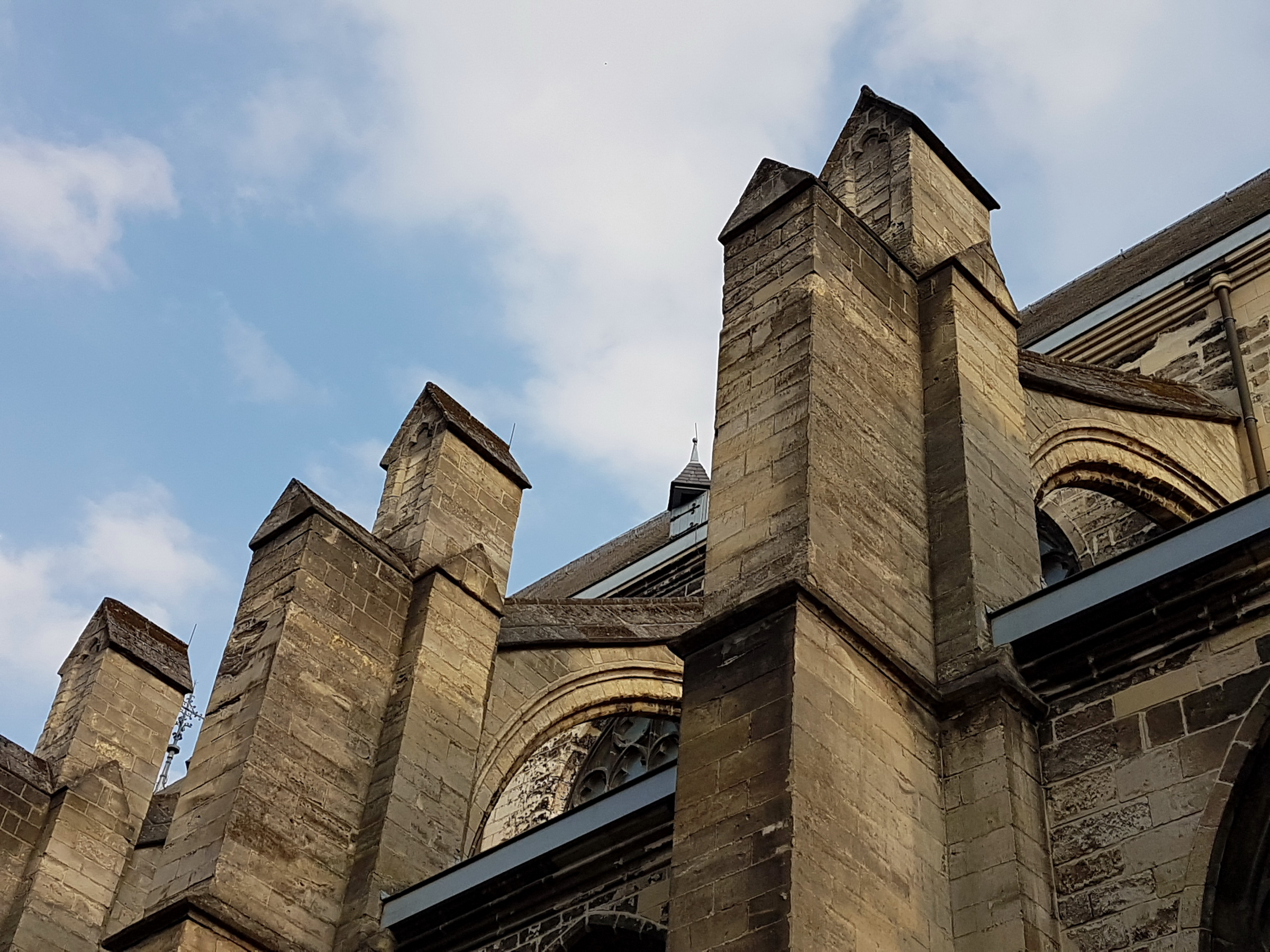
Detail noordzijde Achter de Oude Minderbroeders
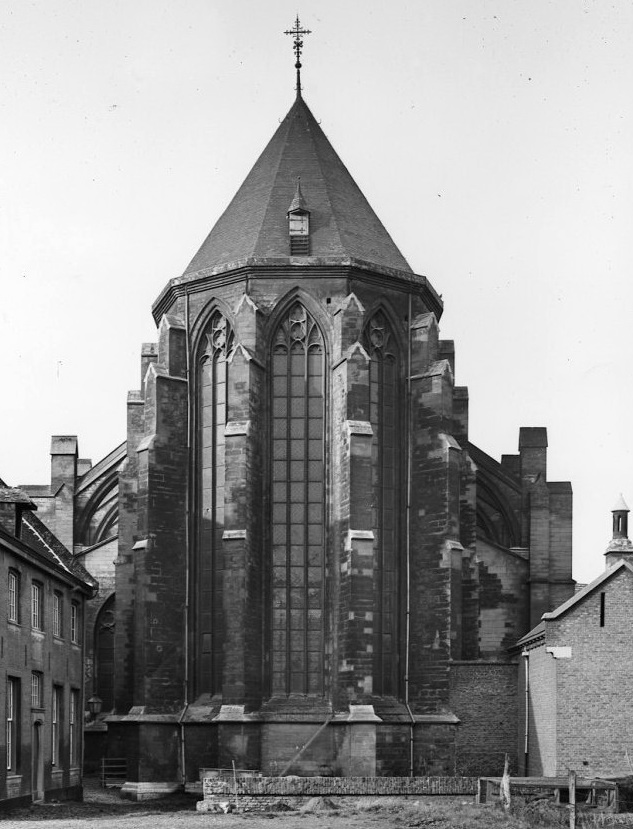
Apsis vanuit het oosten (1912)

### Kloosterkerk, interieur (architectuur)

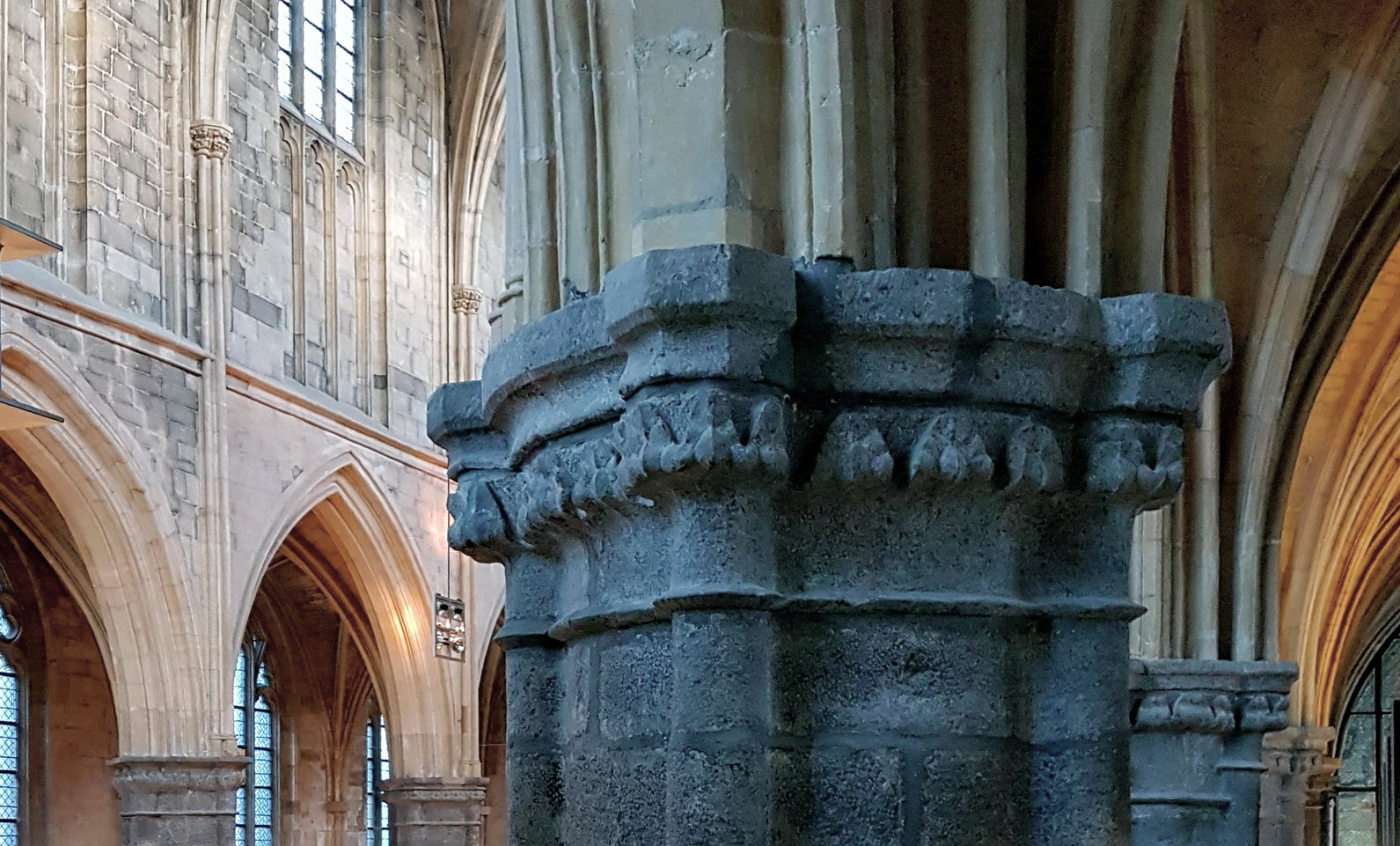
Zicht op het schip en detail van een pijler. Duidelijk zichtbaar zijn de kapsporen.

De kerk is, binnenwerks gemeten en inclusief het koor, 55 m lang en 21 m breed; het koor is 22,9 m lang en 8,6 m breed. De zuidbeuk is bijna 2 m breder dan de noordbeuk. Op het hoogste punt is de kerk 27 m hoog, zowel in het schip als in het koor. De koorvloer lag ongeveer 15 cm hoger dan de rest van de kerk, maar is bij de laatste restauratie gelijk getrokken. Het gewelf wordt ondersteund door tien gemetselde pijlers van blokken Naamse steen. De pijlers hebben een enigszins ovale plattegrond, omgeven door vier colonnetten, met een maximale doorsnede van 85 cm. Ze worden bekroond door samengestelde Maaskapitelen met decoraties van acanthusbladeren.
Het middenschip is met kruisribgewelven overdekt. De ribben daarvan komen samen in gebeeldhouwde sluitstenen met voorstellingen van de evangelistensymbolen (adelaar, gevleugelde leeuw en engel met spreukband), een 'druiper' (afhangende sluitsteen), een rozet en engelen. Hier en daar zijn nog restanten van gewelfschilderingen te zien in de vorm van zachtgroene plantenslingers. In de noordbeuk resteert nog slechts een gebeeldhouwde sluitsteen, met een voorstelling van het Lam Gods.
Het koor werd, gezien de datering van de balken in de kap, gebouwd omstreeks 1300-1310. De ruimte wordt gedomineerd door de talrijke hoog opgaande vensters en de deels beschilderde kruisribgewelven. De Oude Minderbroederskerk is de enige kerk in Maastricht waarin althans een deel van het oorspronkelijke middeleeuwse doksaal bewaard bleef. Het is een 4,54 meter hoge, van mergelblokken gemetselde muur, waarin zich in het midden een spitsboogvormige doorgang bevindt, die wordt afgesloten door een smeedijzeren hek. In feite is alleen het middengedeelte met de hardstenen omlijsting van de doorgang en de muurschilderingen nog origineel. De muren ter weerszijden, die op de tekening van Jan Brabant een (dichtgemetselde) tweede en derde doorgang toonden, zijn tijdens de negentiende-eeuwse restauratie zonder die poorten in 1882 opnieuw opgetrokken.
De nieuw uitgegraven crypte is bereikbaar via twee trappen, waarvan er een is uitgerust met een plateaulift voor rolstoelen. Vanuit de crypte heeft men door het zwart glazen plafond een prachtig uitzicht op het gotisch gewelf van het koor.

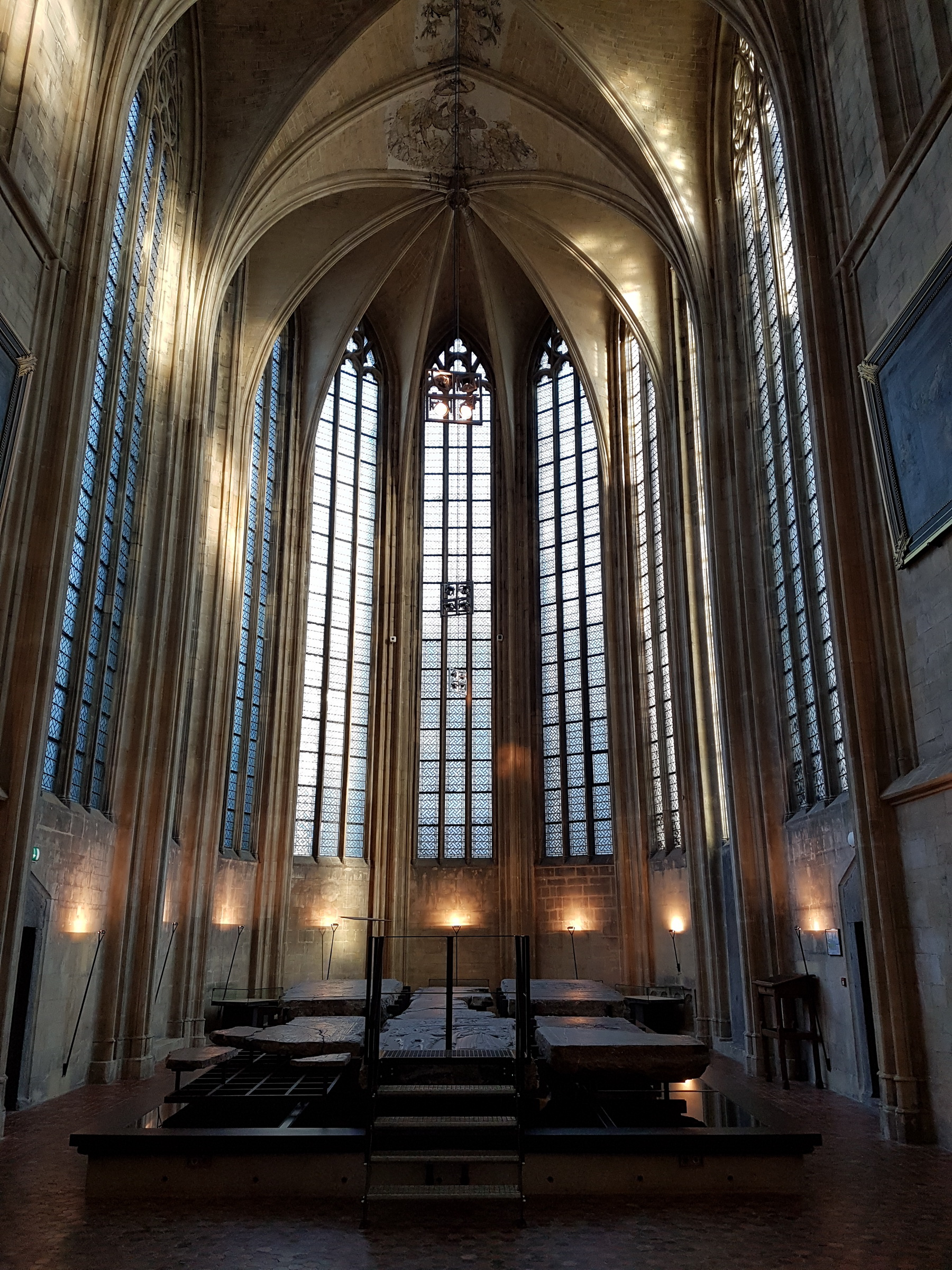
Zicht op het koor
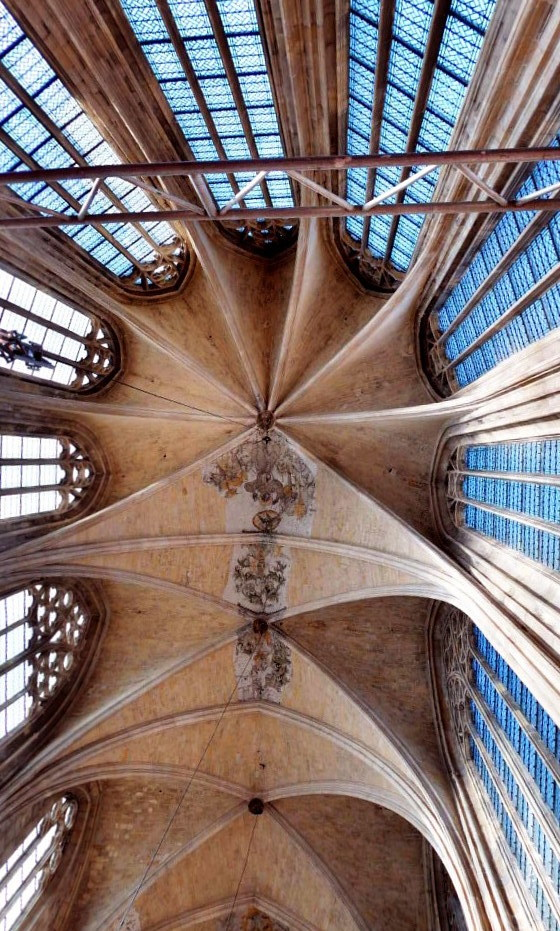
Koorgewelf
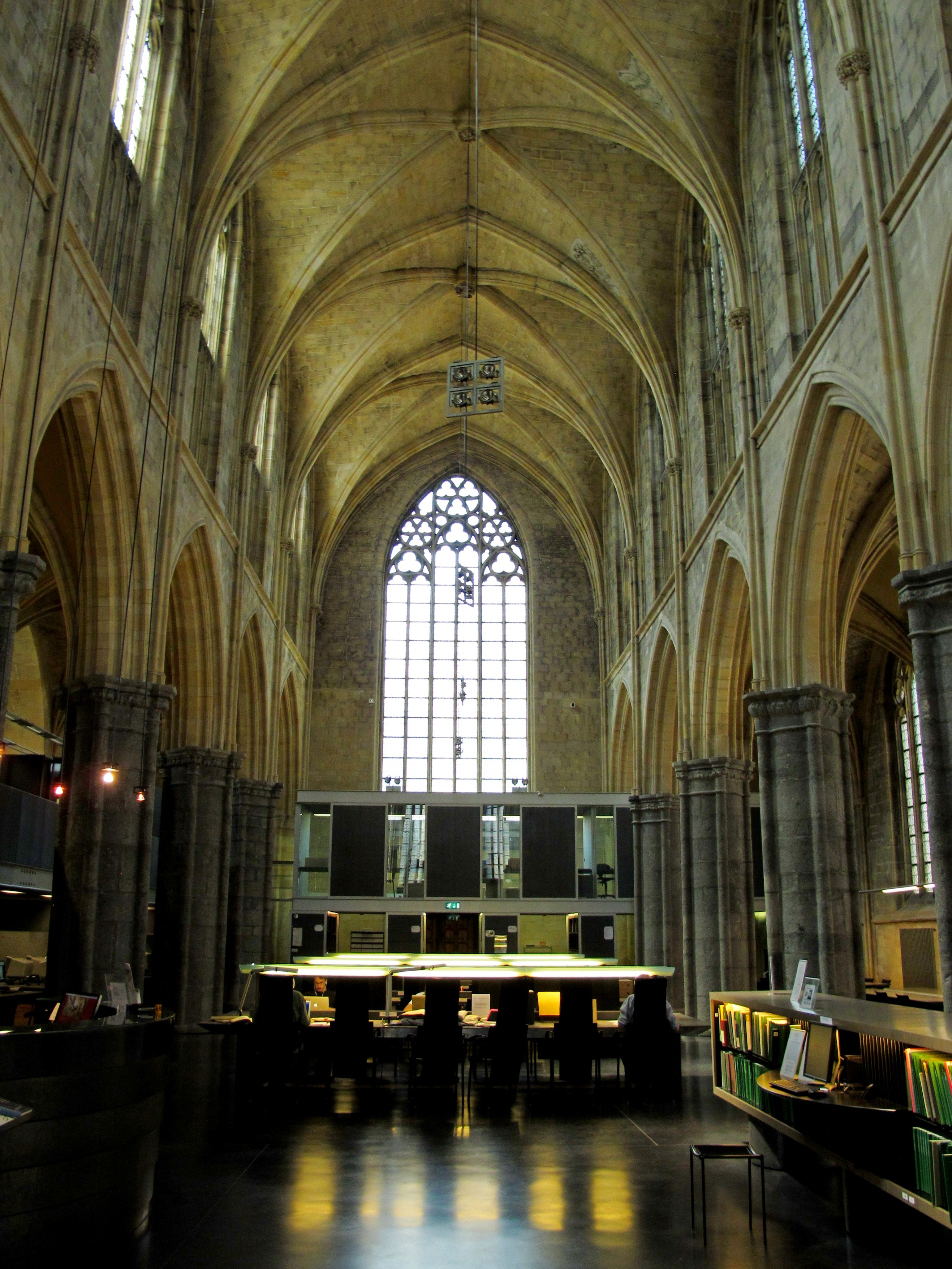
Zicht naar het westen
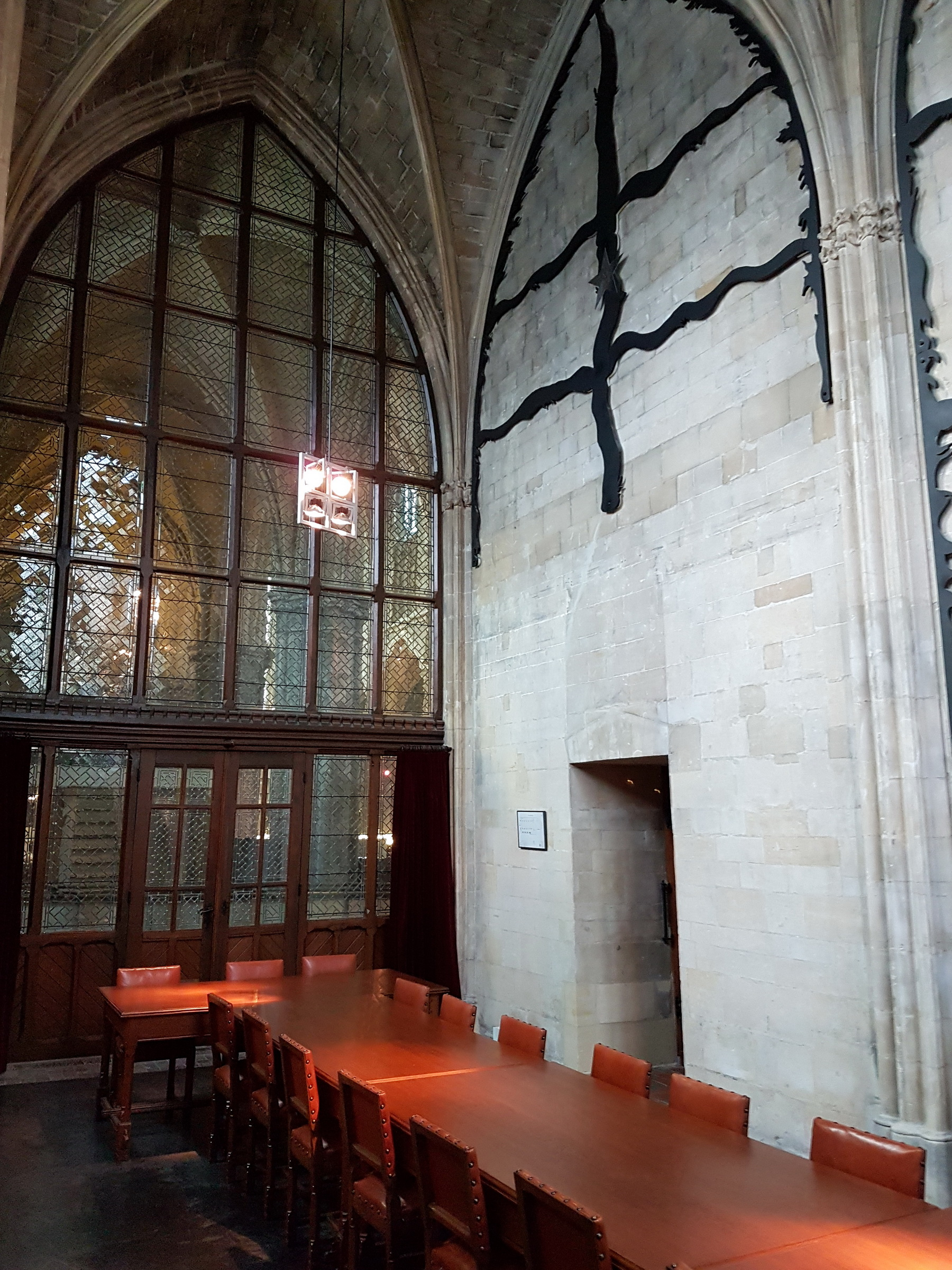
Vm. Sterre-der-Zeekapel, gezien naar het westen

### Kloosterkerk, interieur (aankleding)
Hoewel de oorspronkelijke kerkinventaris verdwenen is, zijn in de kerk diverse kunstwerken bewaard gebleven, die herinneren aan het religieuze gebruik. De muur- en gewelfschilderingen dateren uit de zestiende eeuw en sieren een deel van het mergelstenen doksaal en enkele plaatsen in het gewelf. Ze werden geconsolideerd en gerestaureerd onder leiding van de van oorsprong Belgische restaurator Anne van Grevenstein-Kruse, directeur van de Stichting Restauratie Atelier Limburg (SRAL).
In de voormalige Sterre-der-Zeekapel bevinden zich acht beelden, die afkomstig zijn van het barokaltaar dat in 1624 in deze kapel werd geplaatst. Het is niet met zekerheid bekend waar het altaar bleef, nadat de franciscanen in 1639 het klooster moesten verlaten. Er zijn echter aanwijzingen dat het in 1661 of eerder verhuisde naar de Nieuwenhofkapel aan de Zwingelput. In 1852 werd het daar vervangen door een neogotisch exemplaar. Lange tijd werd verondersteld dat het barokaltaar daarna verloren was gegaan, maar omstreeks 1990 bleken zich in het depot van het Bonnefantenmuseum acht zeventiende-eeuwse beelden te bevinden die tot dit altaar hebben behoord: twee oudtestamentische figuren (waarschijnlijk Mozes en David), twee franciscaanse heiligen (mogelijk Sint-Franciscus en Sint-Bonaventura), twee engelen en twee putti. De kunstenaar Cornelis Rogge vervaardigde een installatie van zwart staal, waarin de sculpturen een plaats kregen.

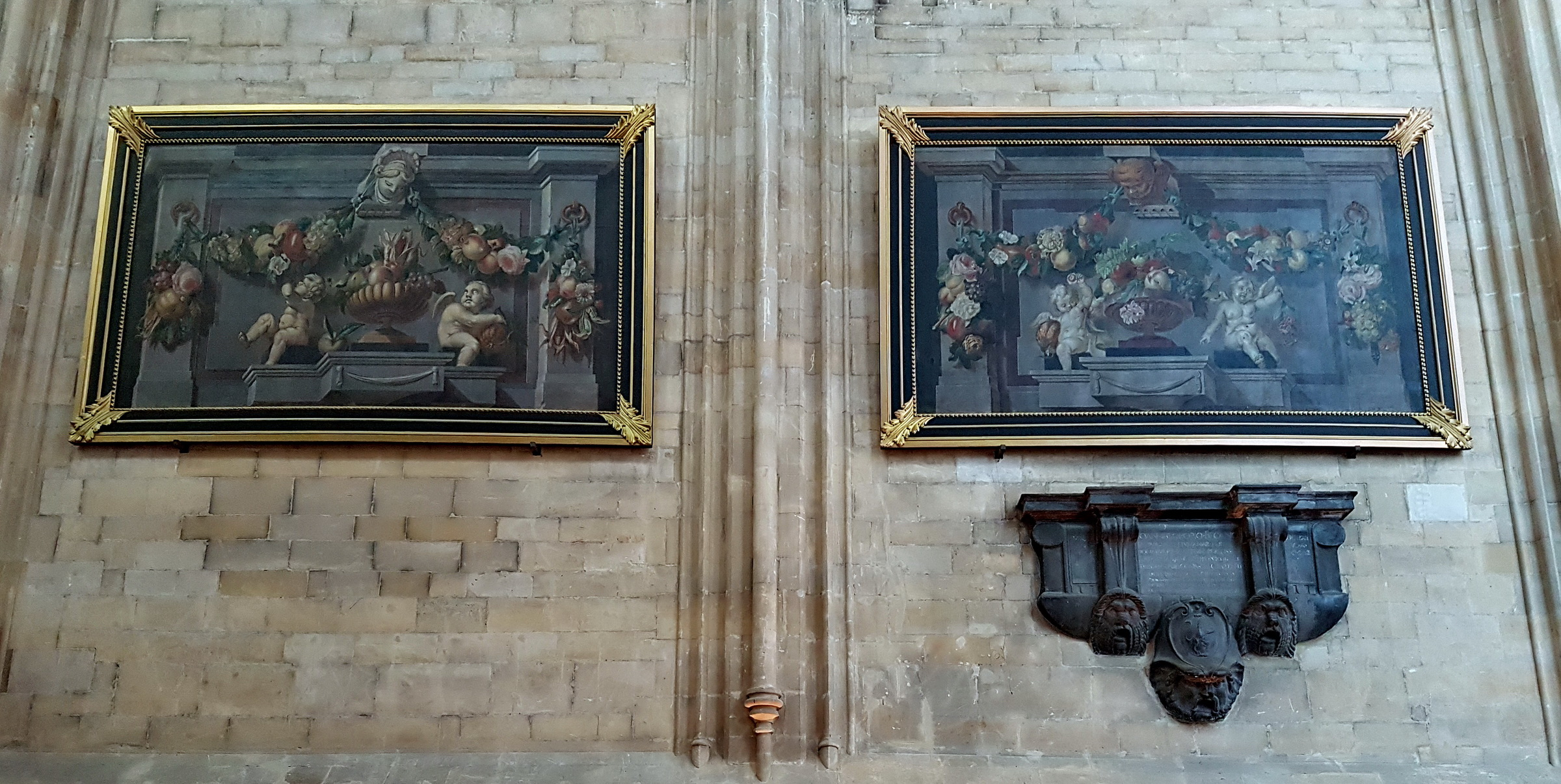
Mergelstenen kerkmuur met schilderijen van de gebroeders Hermans. Rechtsonder het epitaaf van Becanus

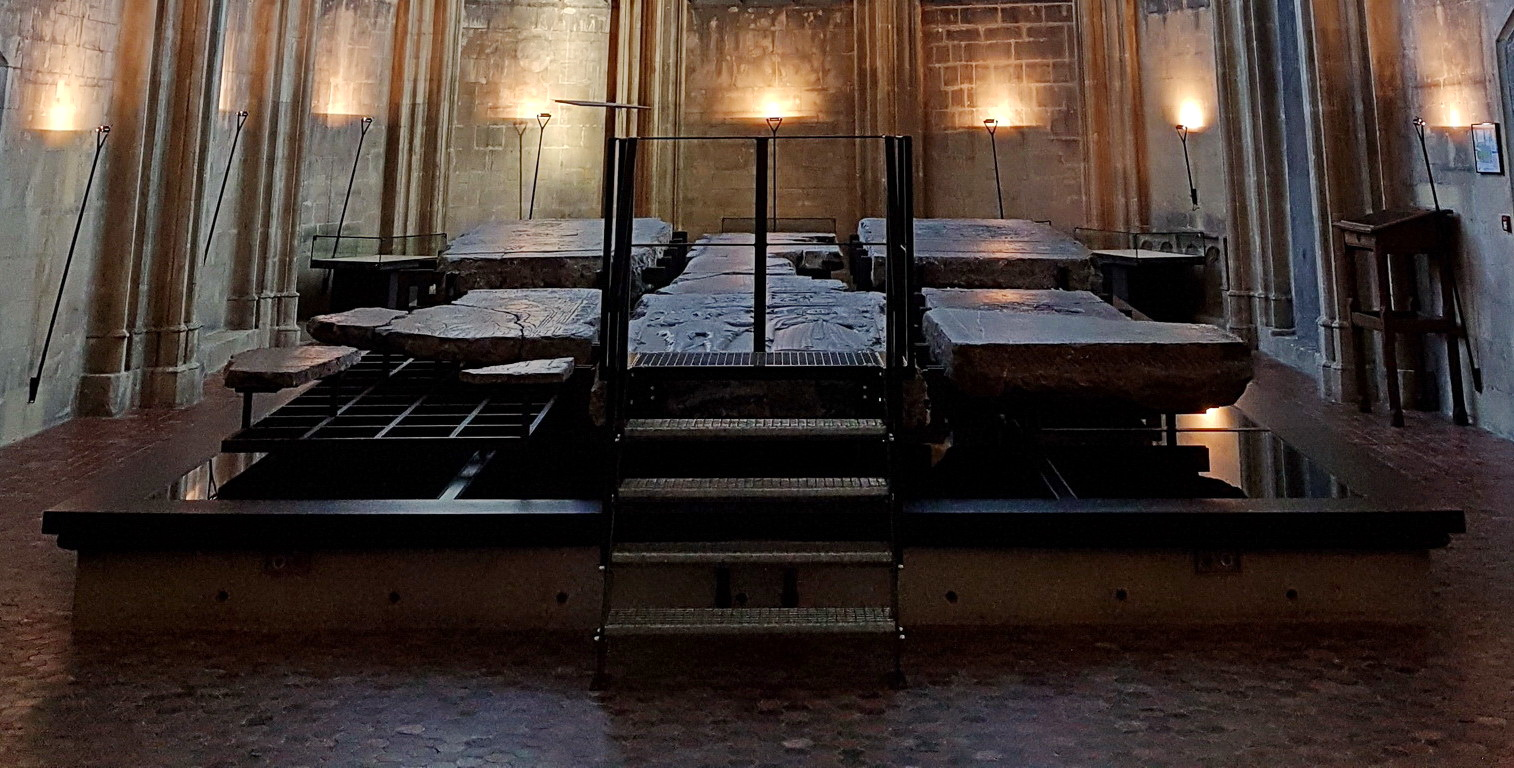
Opstelling van grafzerken op het koor

De acht schilderijen met stillevens van bloemen en putti dateren uit de late achttiende eeuw. Ze hingen al sinds circa 1884 in het Rijksarchief, maar bleken afkomstig uit de lichtbeuk van de in 1839 afgebroken Sint-Nicolaaskerk en werden geschilderd door de Maastrichtse schilders Louis en François Hermans. Eveneens door het SRAL gerestaureerd, sieren zij nu het koor en de westelijke muur van de kerk.
Een hardstenen epitaaf herinnert aan de Antwerpse medicus en enigszins omstreden taalgeleerde Becanus (1518-1573), die te Maastricht overleed terwijl hij de zieke Juan de la Cerda, vierde hertog van Medinaceli, behandelde. Deze was door Filips II van Spanje benoemd tot landvoogd der Nederlanden, maar functioneerde door tegenwerking van de hertog van Alva nooit als zodanig. Het renaissance-sculptuur meet 200 × 136 cm en heeft de vorm van een console. Het toont een wapenschild met een klauwende leeuw, drie maskers en een opschrift.
In het koor van de kerk zijn dertien oude grafzerken (en fragmenten) opgesteld, die zich echter niet meer in situ bevinden. Ongeveer de helft daarvan is middeleeuws, onder andere die van:
- Godefridus Dives (†1266), 383 × 170 cm, schepen van Maastricht;[23]
- Thilman van Wilre (Wijlre of Wolder?, †1282); 290 × 157 cm; afgebeeld in wapenrusting onder een gotisch baldakijn met wapenschild; opschrift slechts ten dele leesbaar;[34]
- Mactel van Erkentele (Machteld van Argenteau, †1383); 240 cm lang, breedte onbekend; met bovenste deel van een vrouwenfiguur onder een gotisch baldakijn met daarop wapenschilden;[noot 8]
- Willem van Eynenbergch (†1387) en Gertruit van Frepont (†1415?); 286 × 151 cm; met wapenschilden;[36]
- Godefridus de Pomerio (Godfried van den Bongart, deken van het Akense Mariakapittel), circa 1400, 195 × 175 cm;[noot 9]
- Hendrik III van Gronsveld (1404-1474); 315 × 160 cm; centraal een toernooihelm met de wapens van Gronsveld en d'Oupeye, in de hoeken kwartierwapens.[38]

Verder zijn twee zerken bewaard gebleven van Spanjaarden: Alphonsus de Guzman (†1568) en Franciscus Salacar de Hita (†1577).

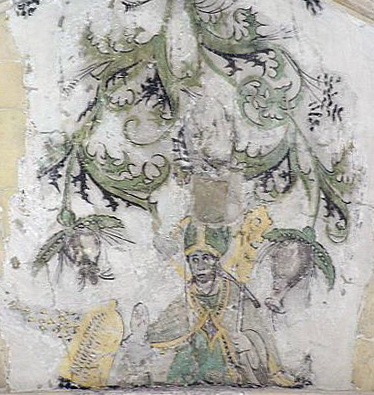
Gewelfschildering
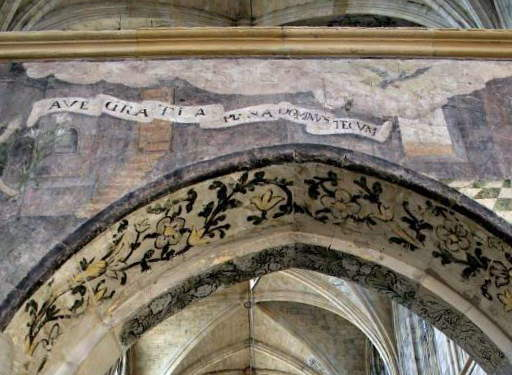
Doksaalschildering
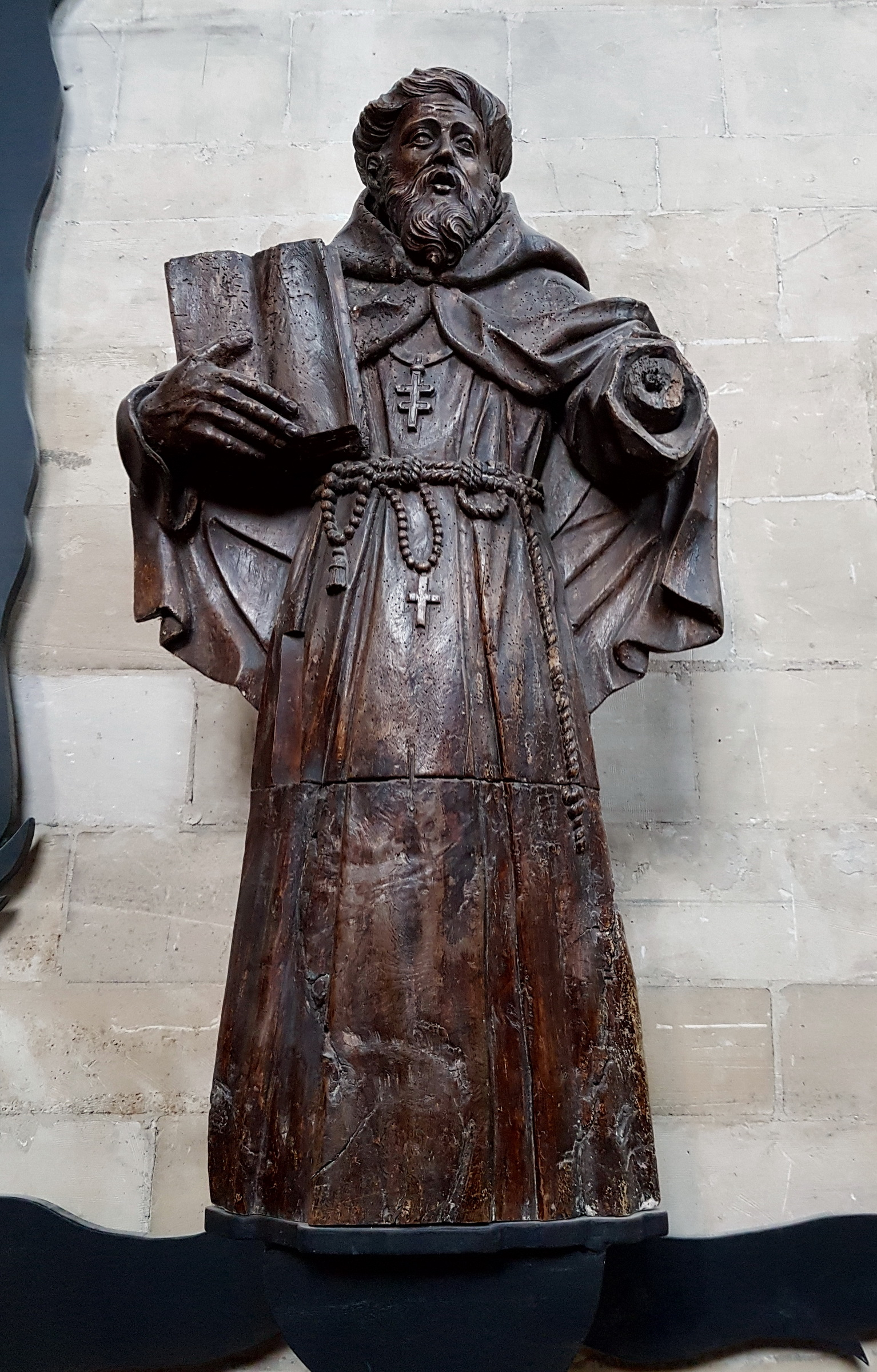
Beeld van een heilige (Bonaventura?), 1624
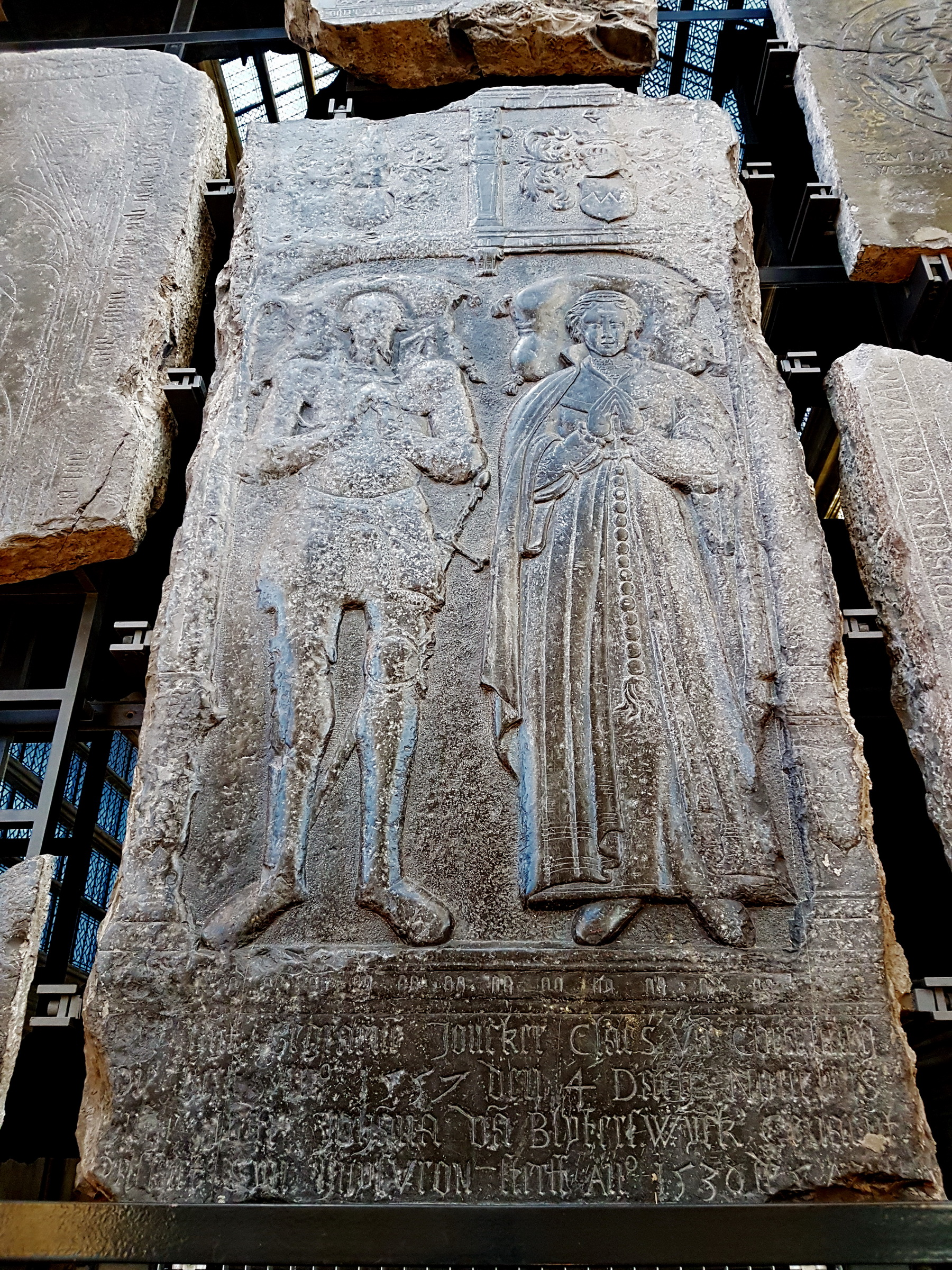
Grafzerk, 1530[noot 10]

### Overige gebouwen: eerste binnenhof
De diverse vleugels van het Oude Minderbroedersklooster bestaan grotendeels uit gebouwen van na 1639 en hebben dus nooit een monastieke functie gehad. Slechts één vleugel is (deels) oorspronkelijk. De gebouwen zijn rond twee binnenhoven gegroepeerd, min of meer zoals het middeleeuwse klooster. De vleugels rond de eerste binnenhof (vanaf de Sint Pieterstraat gezien) zijn achttiende-eeuws. Ze zijn opgetrokken uit baksteen en hebben hardstenen vensteromlijstingen. In de gevel aan de Sint Pieterstraat bevindt zich de eerder vermelde, bewust aangebrachte scheur, als een postmodernistische folly. Aan de zuidzijde van de binnenhof bevindt zich de archeologische opgraving van de eerste middeleeuwse stadsmuur van Maastricht.

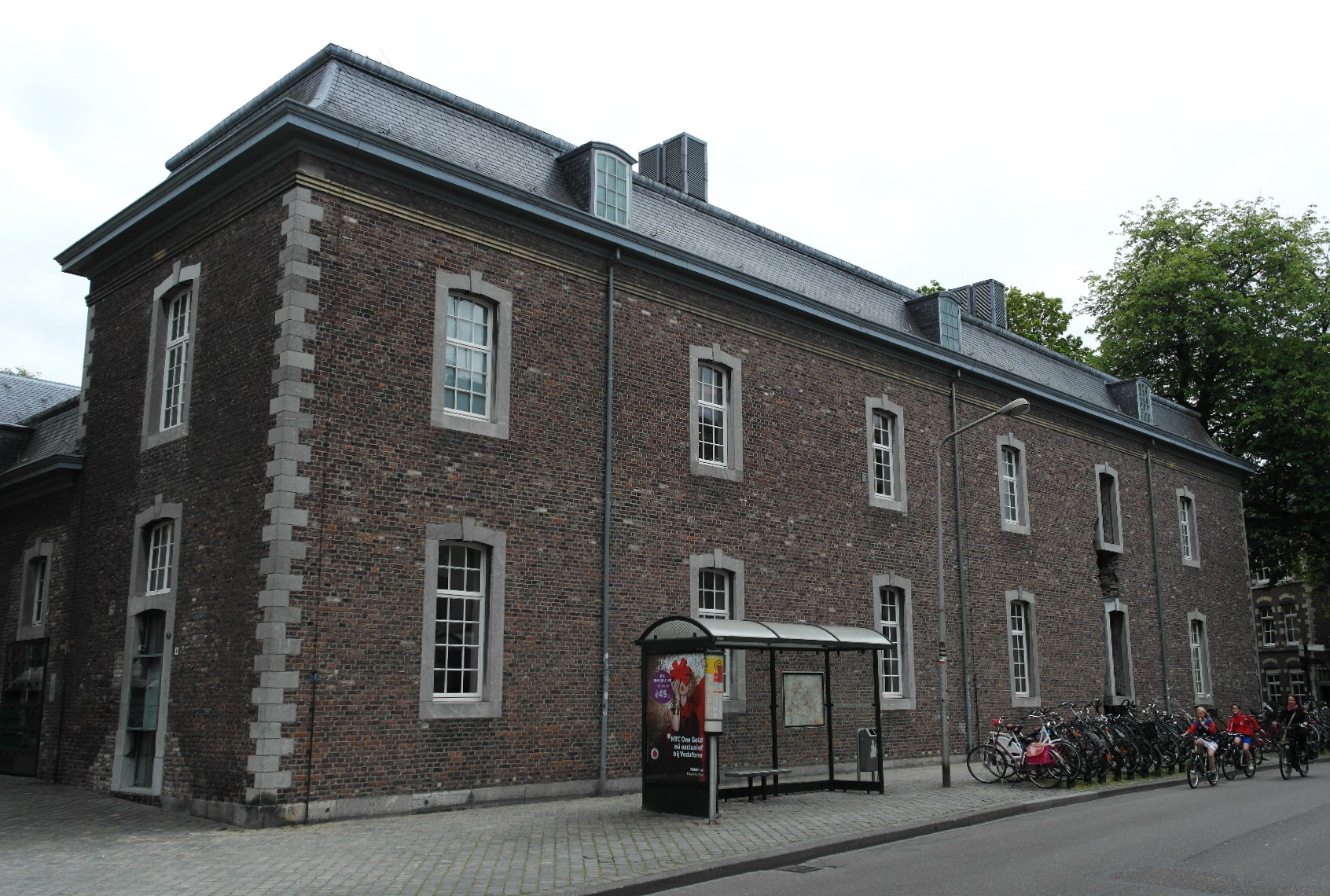
Westvleugel, straatzijde
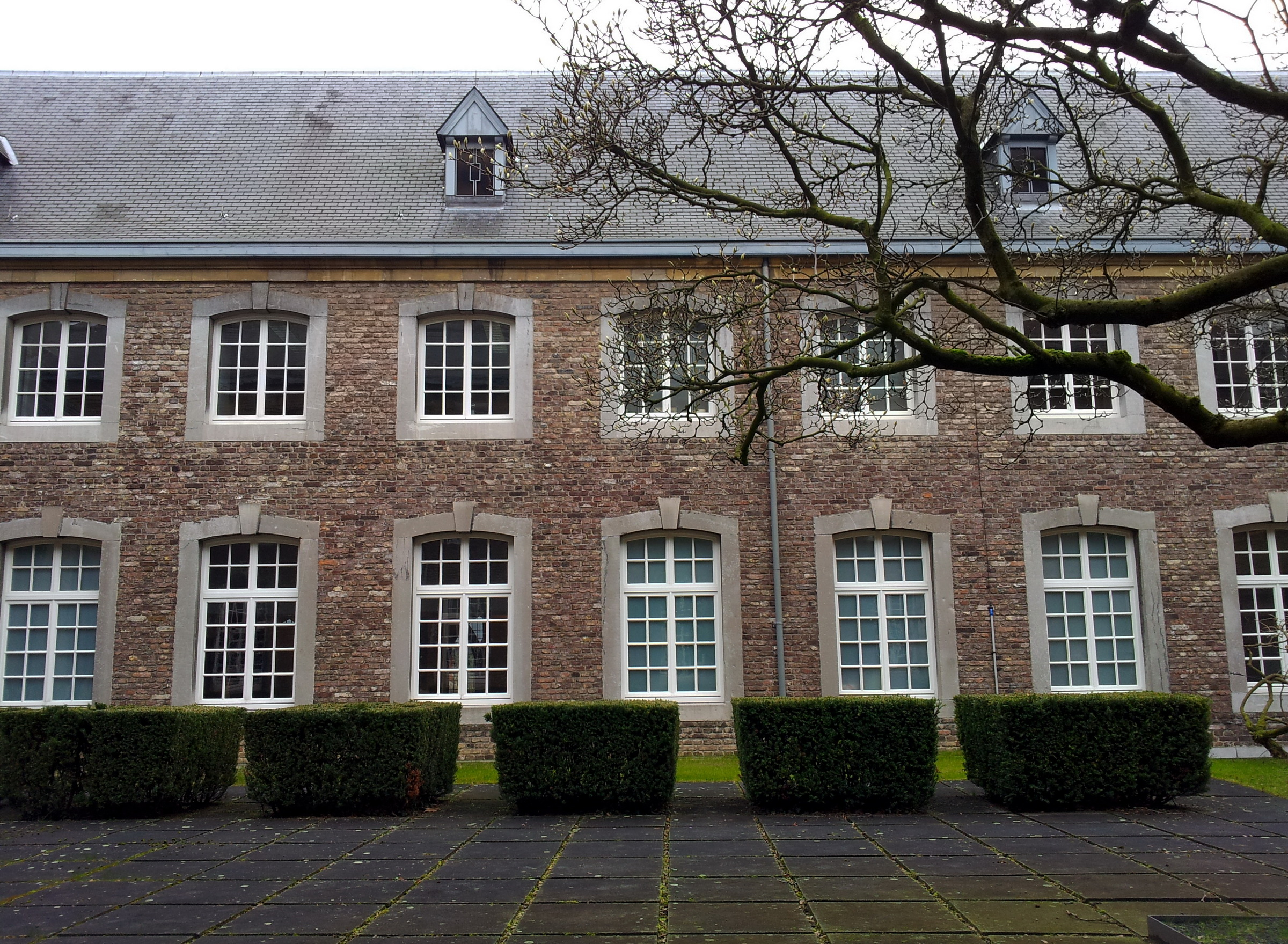
Westvleugel, hofzijde
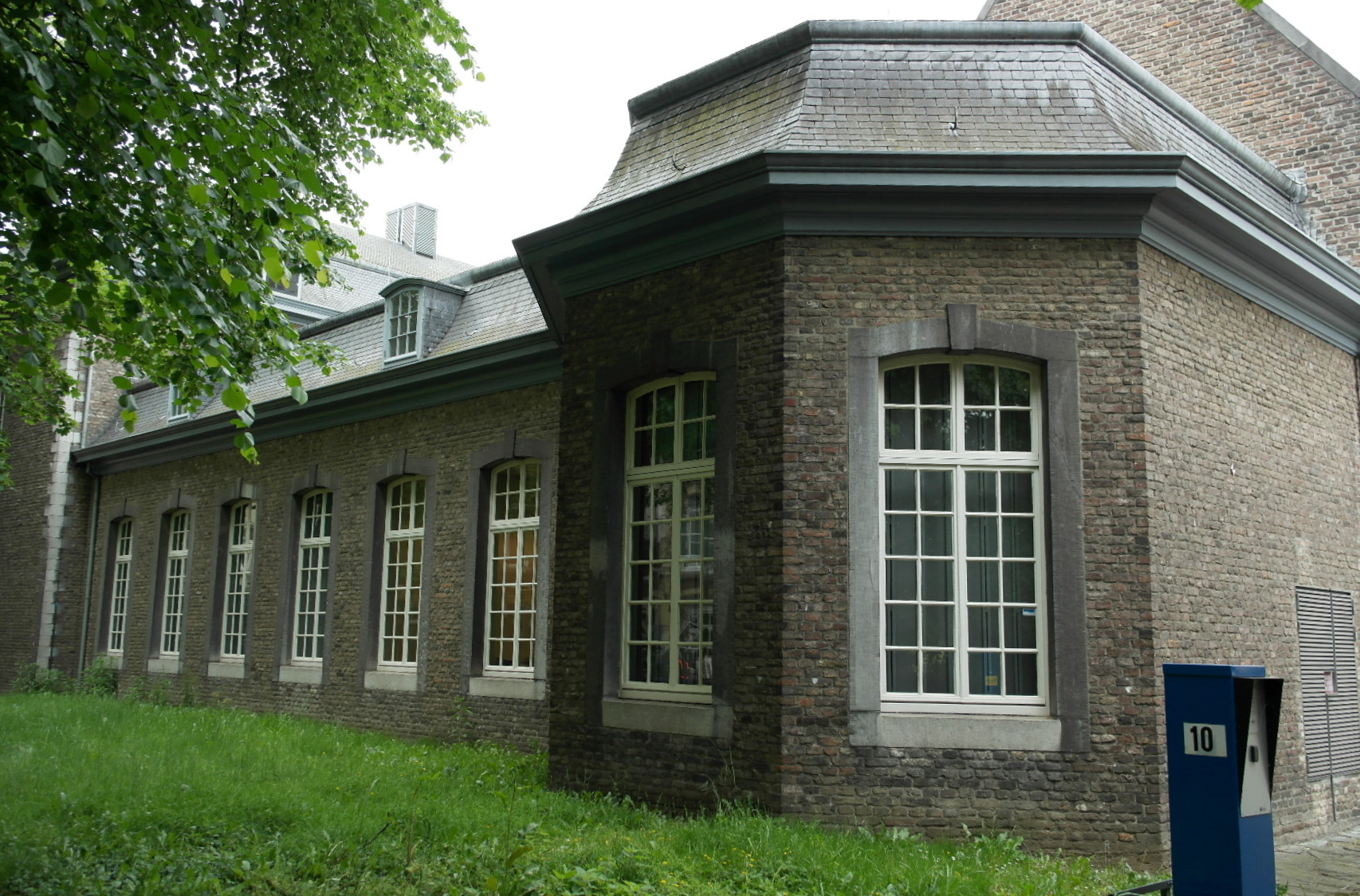
Zuidvleugel, zuidzijde
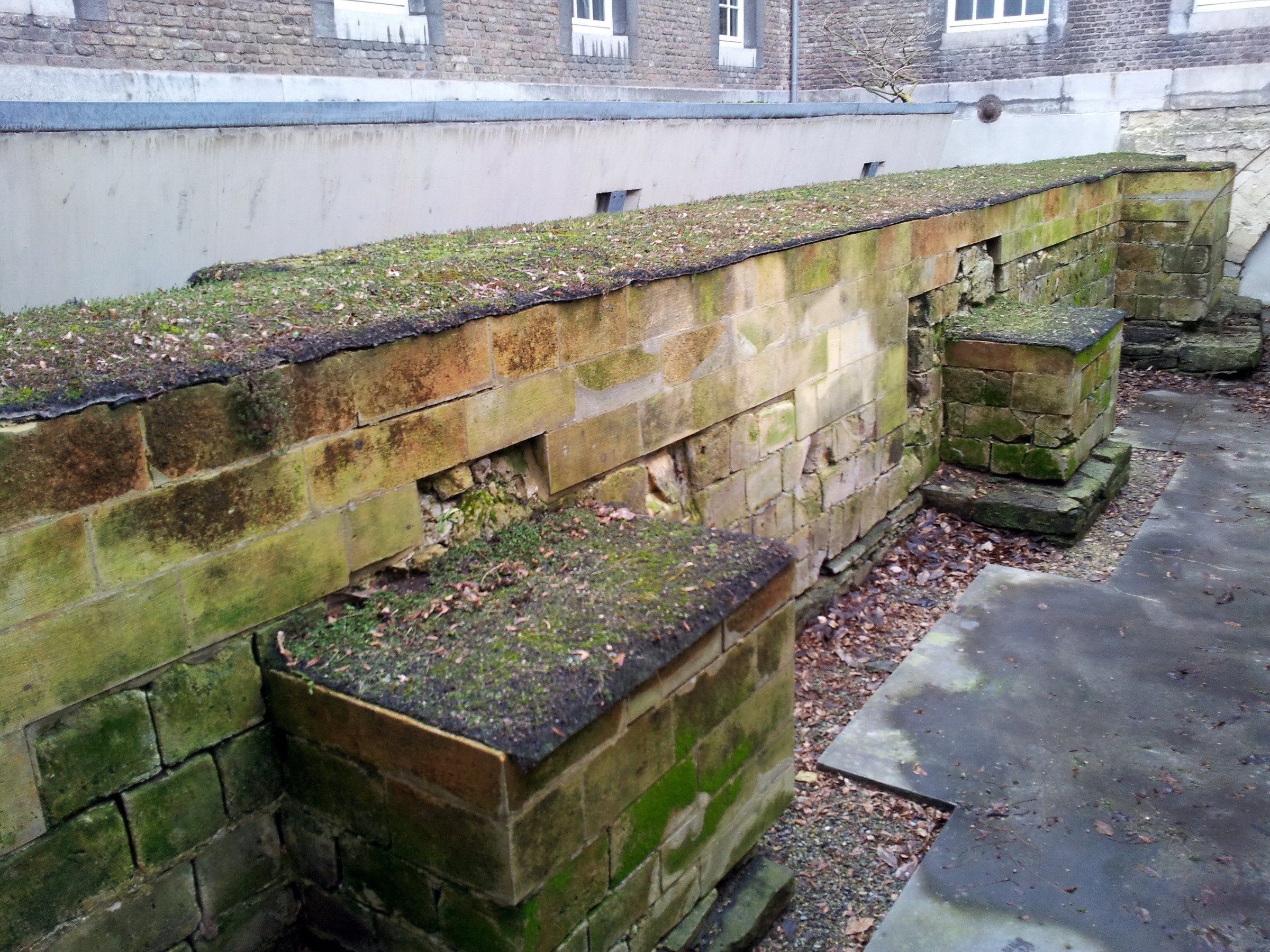
Opgegraven fundering stadsmuur

### Overige gebouwen: tweede binnenhof
De vleugel die tussen de beide binnenhoven ligt, is bij de restauratie van 1939-1942 voor een groot deel herbouwd, maar bezit nog originele delen, waaronder een tiental spitsboogopeningen (thans beglaasd) aan de zijde van de tweede binnenhof. Ook naast de Commandantswoning is nog een fragment van een kloostervleugel te zien. 
De moderne vleugels rondom de tweede binnenhof dateren van de grote verbouwing van 1986-1996. Ze vervingen bakstenen bouwwerken, die deel uitmaakten van de voormalige kazerne of het Rijksarchief. Bij de nieuwbouw is deels gebruik gemaakt van mergelsteen. De woning van de militaire commandant uit de zeventiende eeuw is een van de weinige herkenbare overblijfsels van de Sint-Pieterskazerne.

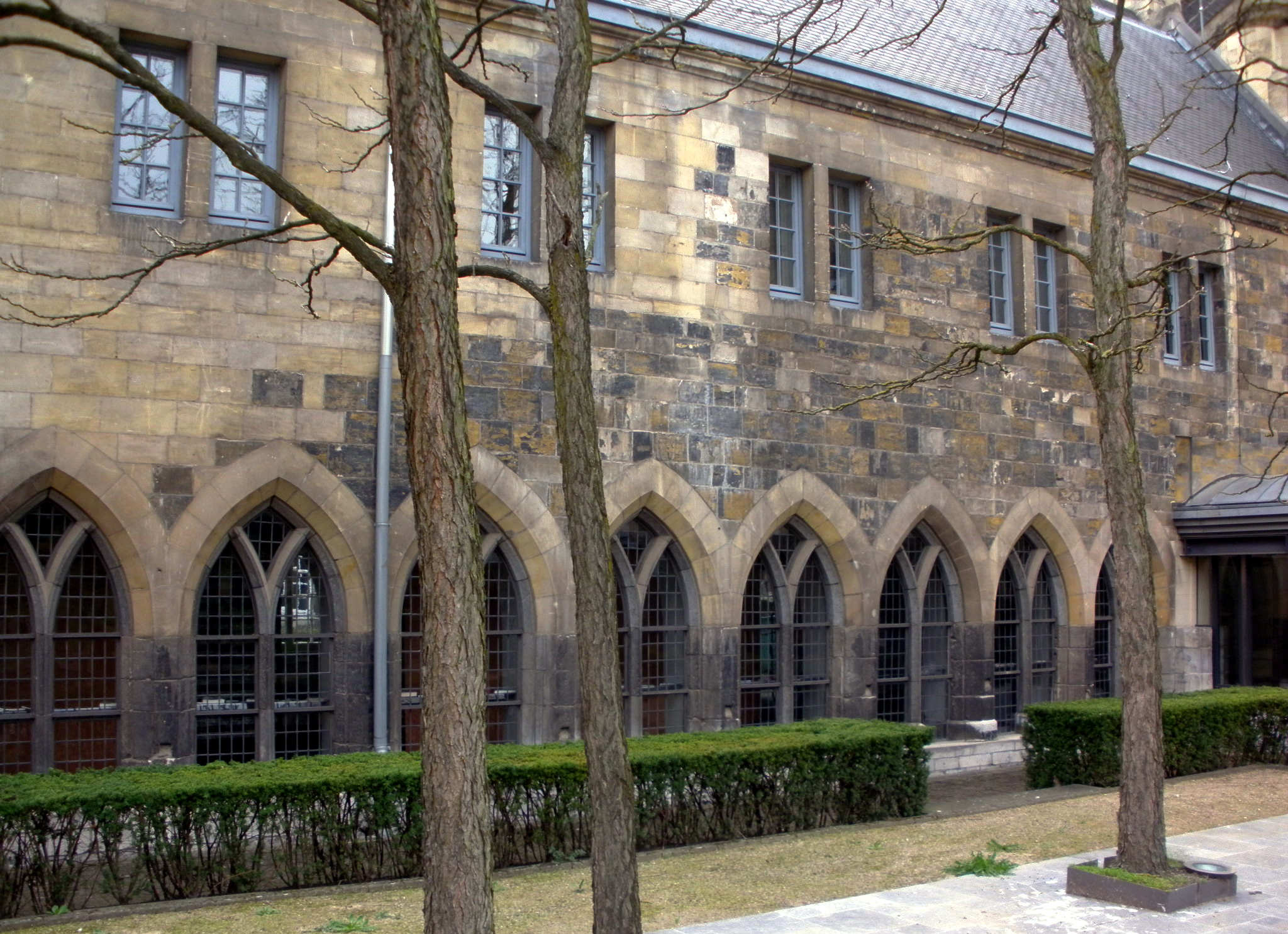
Deels herbouwde kloostervleugel
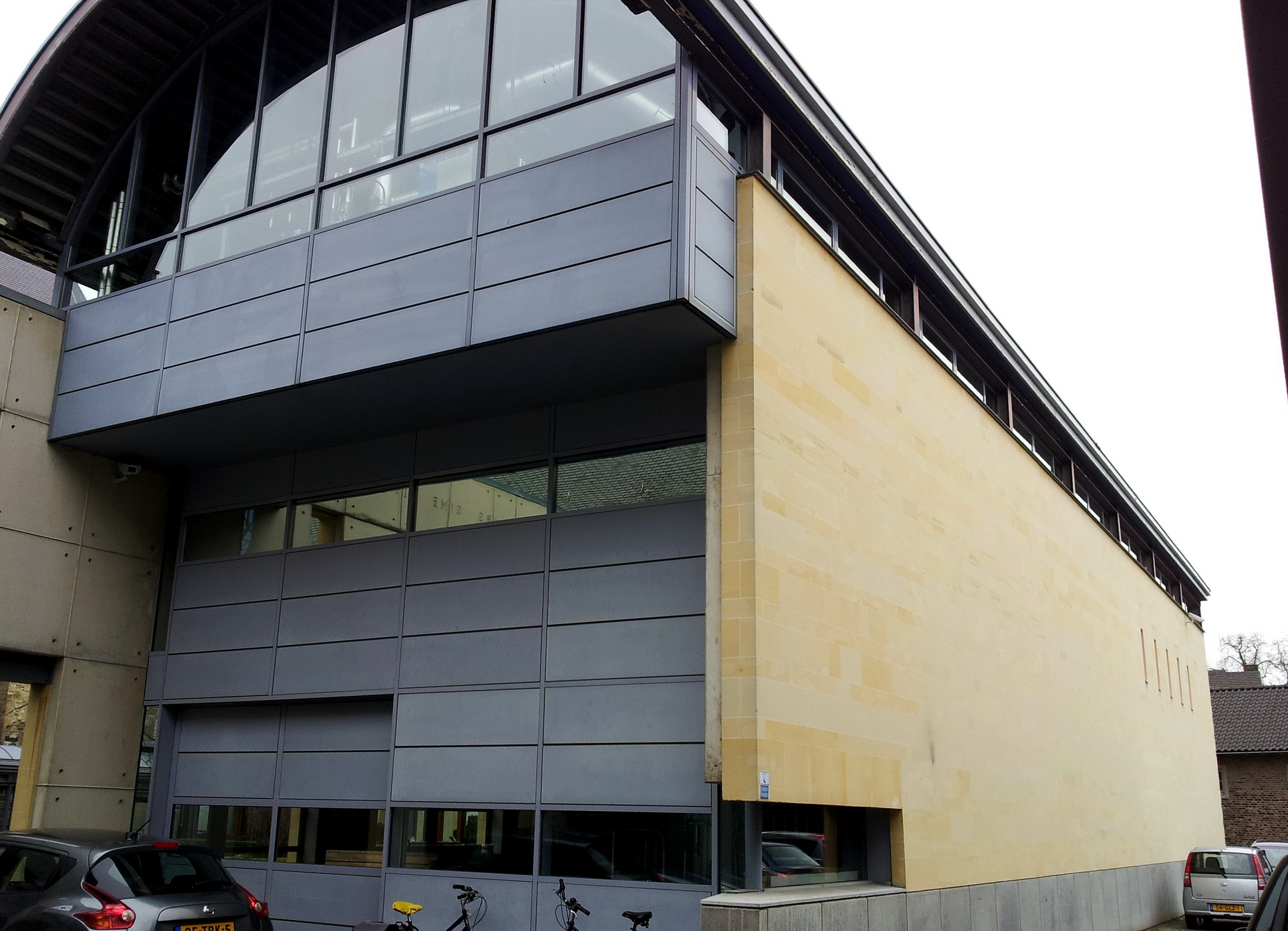
Moderne vleugel achter Faliezustersklooster
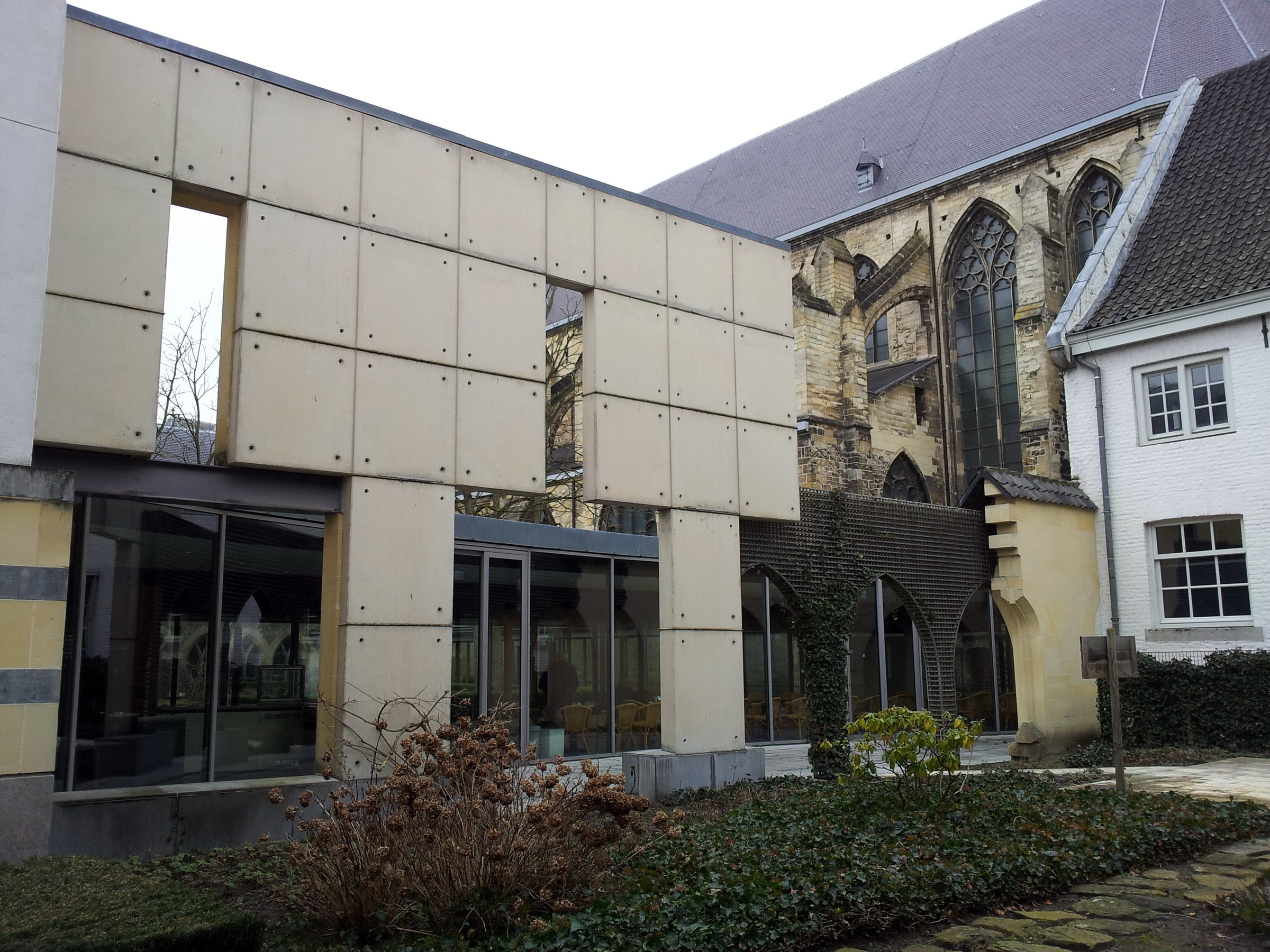
Moderne vleugel naast Commandantswoning
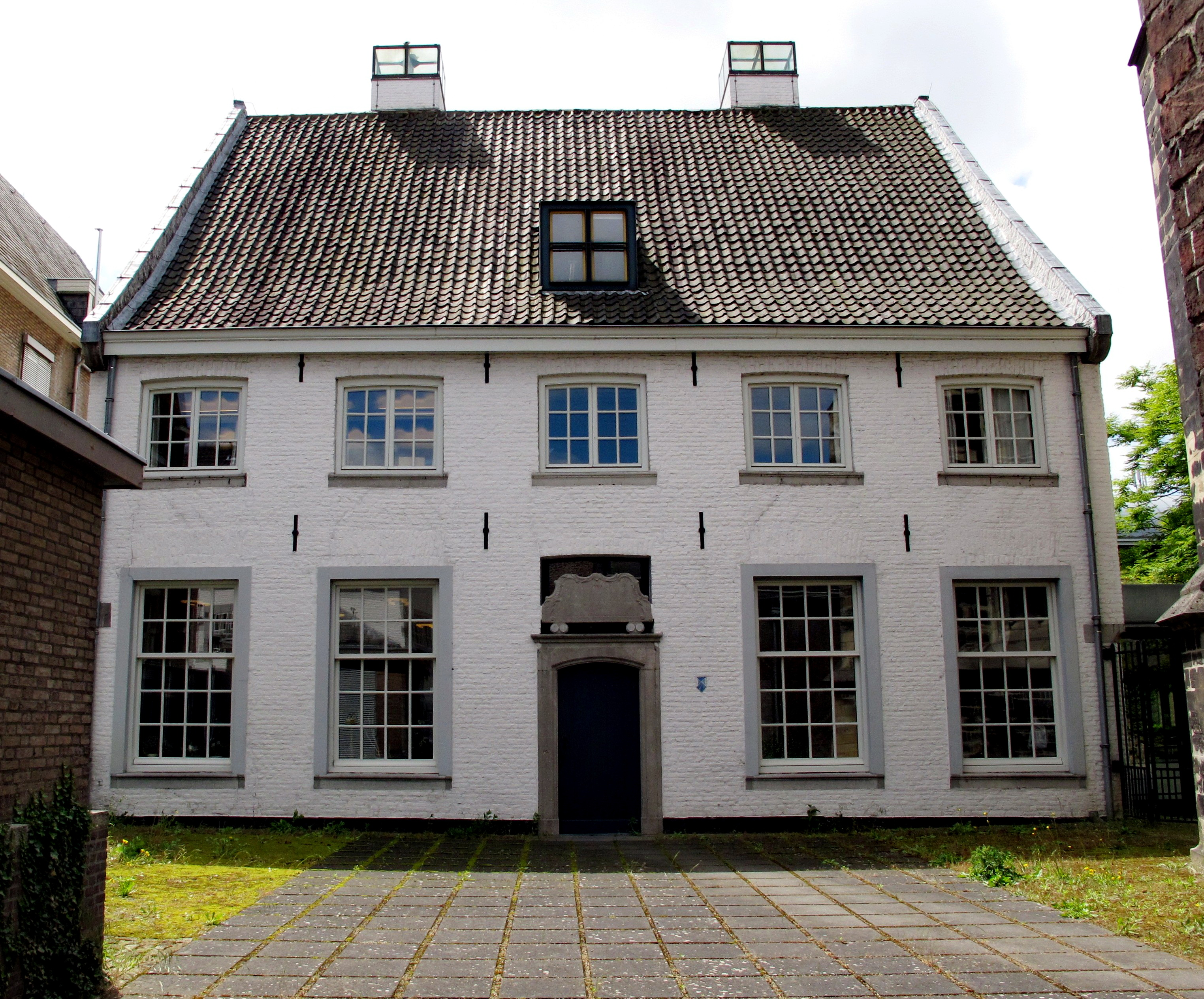
Commandantswoning gezien vanuit het westen